# Liste der Straßen und Plätze in Berlin-Hakenfelde

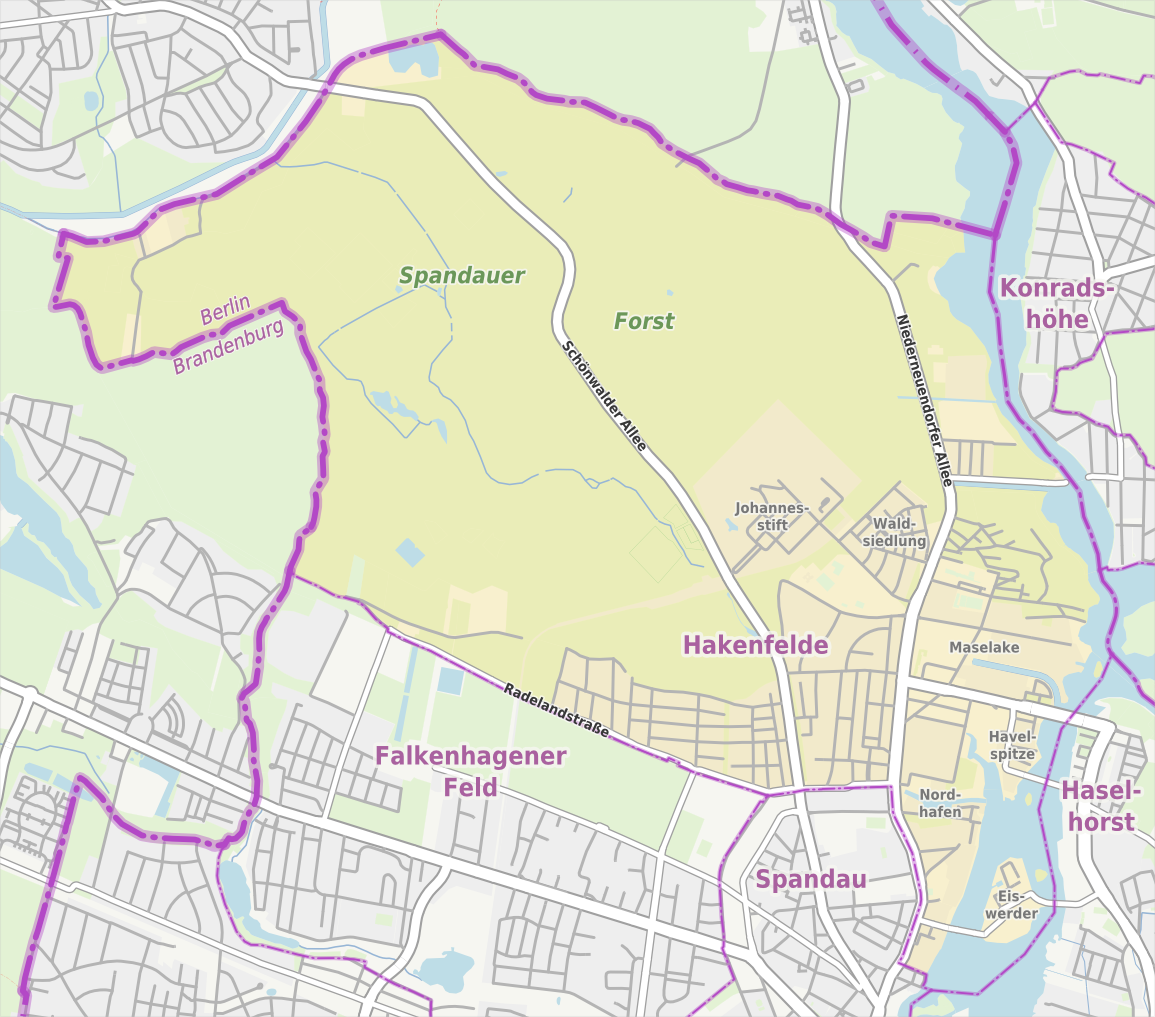
Übersichtskarte von Berlin-Hakenfelde

Die Liste der Straßen und Plätze in Berlin-Hakenfelde beschreibt das Straßensystem im Berliner Ortsteil Hakenfelde mit den entsprechenden historischen Bezügen. Gleichzeitig ist diese Zusammenstellung ein Teil der Listen aller Berliner Straßen und Plätze.

## Überblick
Hakenfelde hat 34.927 Einwohner (Stand: 31. Dezember 2024) und umfasst den Postleitzahlenbereich 13587.

### Entwicklung des Straßensystems

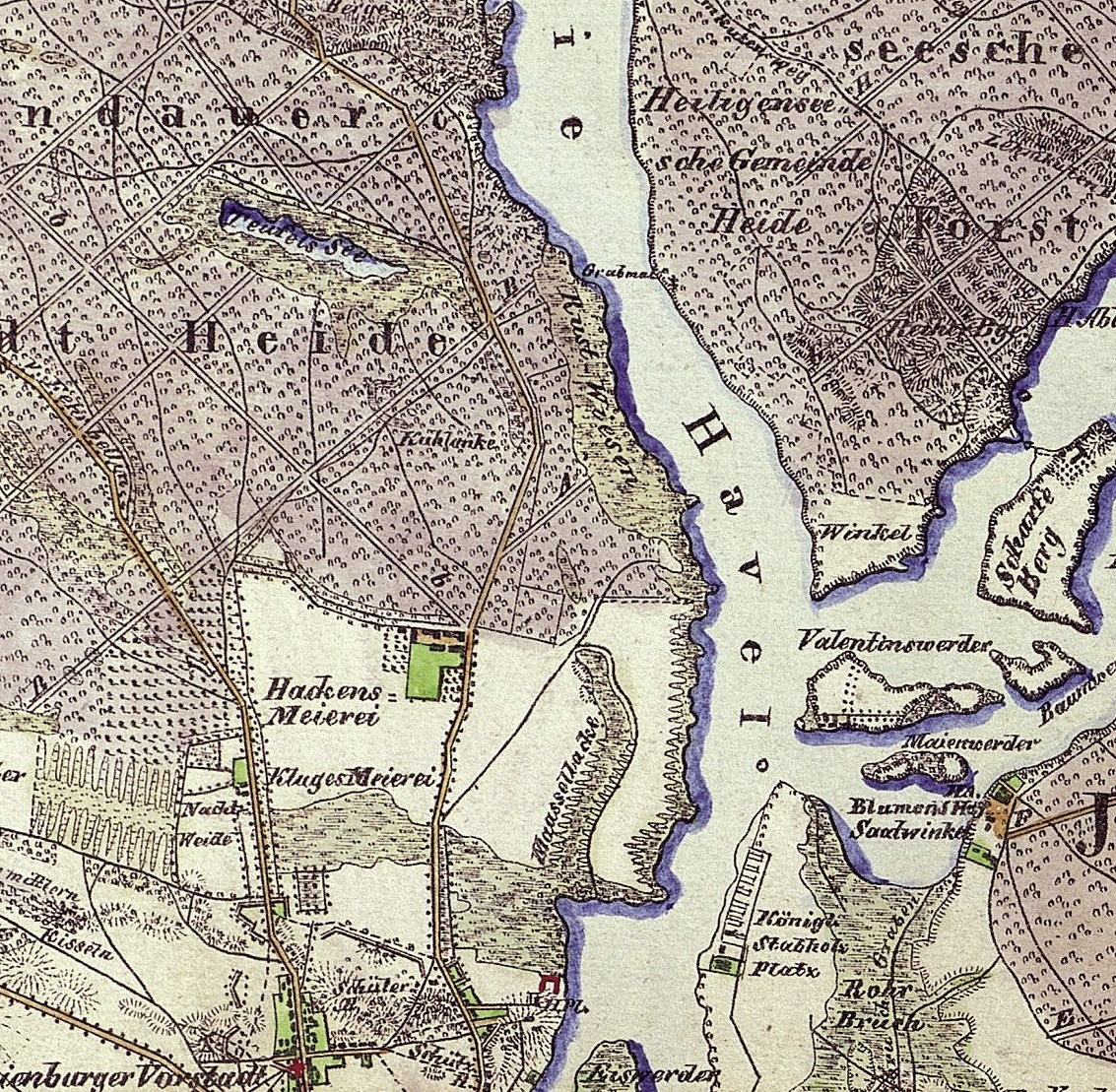
Straßen in Hakenfelde, 1842

Hauptverkehrsstraßen sind die Schönwalder Straße und Schönwalder Allee (als L 16) nach Schönwalde-Glien vom Falkenseer Platz (vom Altstädter Ring in Spandau) und der Straßenzug Neuendorfer Straße – Streitstraße – Niederneuendorfer Allee (als L 172) nach Hennigsdorf mit Anschluss an die Autobahn. Von 134 gewidmeten Straßen und sechs benannten Plätzen sind die in der „Wohnsiedlung Hakenfelde“ liegenden und neustrukturierten Wege die jüngsten amtlich anerkannten Straßen (Privatstraßen). Sechs Straßen setzen sich in Nachbarortsteilen fort oder liegen an der Grenze des Ortsteils und gehören so mit gleichem Namen und gleicher Nummer zu diesen. Die Straßen des Ortsteils sind durch die Zugehörigkeit zur Stadt Spandau (Oranienburger Vorstadt und Hackenfelde) geprägt. Die Festungsschanzen von Spandau außerhalb des Askanierrings sind in der Straßenlage auf dem Stadtplan 1907 zu erkennen und in Havelnähe im Ortsteil Hakenfelde. Um 1900 wurde das Gebiet zwischen Streitstraße und Havel für die Industrie erschlossen (Terrain der Grundrenten Gesellsch. Für Fabrikanlagen). Durch die Nähe des Wasserübungsplatzes der Spandauer Pioniere erhielten die Straßen Namen von Spandauer Pionieroffizieren. Adelstitel waren in den Jahren 1905/1906 Grundlage der Benennung von Straßen für eine Villensiedlung westlich der Schönwalder Allee. Für Wohnbauten der Arbeiter Spandaus entstanden 1914 bis 1916 die Straßen der „Waldsiedlung“. Das um 1912 geplante Wohnquartier mit Straßennamen nach Gliedstaaten des Deutschen Kaiserreichs wurde wegen des Ersten Weltkriegs und der darauf folgenden Inflation nicht ausgeführt. Mit der seit dem Jahr 1996 kontinuierlich ausgebauten „Wasserstadt“ unter Nutzung von freigeräumten Gewerbe- und Kasernenflächen wurden gute Wohnlagen an der Havel und in Ufernähe erschlossen und neue Straßen angelegt oder im Verlauf geändert. Diese Wohnlagen entstehen vor allem am West- (Hakenfelde) und Ostufer (Haselhorst) der Havel, jedoch wurde wegen zu geringer Nachfrage der Umfang und das Bautempo nachträglich eingeschränkt. Die vorerst jüngste Entwicklung im Straßensystem sind die amtlich bestätigten Privatstraßen der „Wohnsiedlung Hakenfelde“, die nach Baurecht gestaltet wird. Die Benennung der Straßen ergab sich aus der bundesweiten Einführung georeferenzierbarer Adressen.
Die summierte Gesamtlänge der Stadt- und Siedlungsstraßen im Ortsteil beträgt 61,5 Kilometer.

### Detaillierte Beschreibung der Ortsteilgrenzen
Der Ortsteil grenzt mit dem Südrand der Radelandstraße an Falkenhagener Feld, die Begrenzung führt westwärts bis an die Stadtgrenze zu Falkensee. Die Stadtgrenze verläuft nordwärts und umschließt als Grenze des Ortsteils die Ortslage Eiskeller, hier tangiert der Ortsteil die Gemeinde Schönwalde-Glien. Die Stadtgrenze führt weiter nordost-, später ostwärts, und kreuzt die Schönwalder Allee, nördlich vom Laßzinssee wird Hennigsdorf zum Nachbarort und im Weiteren verläuft die Grenze um den Berliner Stadtforst Spandau nach Südost und kreuzt die Niederneuendorfer Allee. 780 m ostwärts ist das Havelufer erreicht und in der Mitte der Havel wendet sich die Grenze nach Süden und berührt hier den Nachbarortsteil Konradshöhe (Bezirk Reinickendorf). Haselhorst reicht bis zur Mitte der Havel, die Insel Eiswerder gehört zum Ortsteil. Nördlich der Zitadelle Spandau, die außerhalb des Ortsteils bleibt, ist das Westufer der Havel (nordwärts) die Ortsteilgrenze zu Spandau. An der Nordseite der Triftstraße (die vollständig zu Spandau gehört) geht die Ortsteilgrenze auf Land weiter. Unter Einschluss von Neuendorfer und Streitstraße (die Grundstücke an deren Westseite liegen in Spandau) und am Hohenzollernring (der zum Ortsteil gehört, die Südgrundstücke gehören zu Spandau) biegt die Grenze westwärts und schließt mit der Radelandstraße den Ortsteil ein. Die Radelandstraße liegt im Ortsteil, die Südgrundstücke befinden sich wiederum im Nachbarortsteil Falkenhagener Feld.

## Übersicht der Straßen und Plätze
Die nachfolgende Tabelle gibt eine Übersicht über die vorhandenen Straßen und Plätze im Ortsteil sowie einige dazugehörige Informationen.
- Name/Lage: aktuelle Bezeichnung der Straße oder des Platzes. Über den Link Lage kann die Straße oder der Platz auf verschiedenen Kartendiensten angezeigt werden. Die Geoposition gibt die Lage der ungefähren Mitte der Straßenlänge an.
- Im amtlichen Straßenverzeichnis nicht aufgeführte Verkehrswege sind mit * gekennzeichnet.
- Ehemalige oder nicht mehr gültige Straßennamen sind kursiv gesetzt. Für bedeutende ehemalige Straßen oder historische Straßennamen ist gegebenenfalls eine gesonderte Liste vorhanden.
- Länge/Maße in Metern:
Die in der Übersicht enthaltenen Längenangaben sind  gerundete Übersichtswerte, die in Google Earth mit dem dortigen Maßstab ermittelt wurden. Sie dienen Vergleichszwecken und werden, sofern amtliche Werte bekannt sind, ausgetauscht und gesondert gekennzeichnet.
Bei Plätzen sind die Maße in der Form a × b für rechteckige Anlagen und für (ungefähr) dreieckige Anlagen als a × b × c mit a als längster Seite angegeben.
Sofern die Straße auch in benachbarte Ortsteile weiterführt, gibt der Zusatz ‚im Ortsteil‘ an, wie lang der Straßenabschnitt innerhalb des Ortsteils dieses Artikels ist.
- Namensherkunft: Ursprung oder Bezug des Namens.
- Anmerkungen: weitere Informationen über anliegende Baudenkmale oder Institutionen, die Geschichte der Straße und historische Bezeichnungen.
- Bild: Foto der Straße oder eines anliegenden Objektes.

| Name/Stufe/Lage                 | Länge/Maße (in Metern)      | Namensherkunft | Datum der Benennung | Anmerkungen | Bild |
| ------------------------------- | --------------------------- | --- | ------------------- | --- | --- |
| Aalemannufer (Lage)             | 0770                        | frühere Aalfischerei | 9. Sep. 1931        | Die Straße ist eine Sackgasse östlich von der Niederneuendorfer Allee zur Havel und liegt am Nordufer des 1919–1921 angelegten Stichkanals der Havel (Aalemannkanal). Über die Havel führt hier eine Autofähre zur Ortslage Tegelort im Bezirk Reinickendorf. | Wohnquartier Aalemannufer                                                                                    |
| Akazienweg (Lage)               | 0090                        | Akazie, Baumart | 1916-               | Die Straße in der Waldsiedlung liegt zwischen Eschen- und Buchenweg. | Akazienweg südwärts                                                                                          |
| Am Bootshaus (Lage)             | 00160                       | unter Denkmalschutz gestelltes Bootshaus von 1911 | 1. Feb. 2007        | Der Verkehrsweg liegt im Gebiet Wasserstadt-Oberhavel, Quartier Nordhafen, zwischen Havelschanze und Mündung des Nordhafens Spandau (Ecke Havel). Das Bootshaus wurde 1911 für die Boote der Königlichen Landesturnanstalt errichtet. | |
| Am Forstacker (Lage)            | 0480                        | Flurbezeichnung Forstacker (18. Jahrhundert) | 1. Nov. 1969        | Die 1969 angelegte Straße verbindet Cautius- und Hakenfelder Straße. | Am Forstacker                                                                                                |
| Am Haselluch (Lage)             | 0240                        | Lage am Nordrand des Waldstücks „Haselluch“ | März 2012           | Die Siedlungsstraße liegt in der Wohnsiedlung Hakenfelde zwischen Marienwerder und Rothenburger Weg nördlich der Werderstraße und führt um ein Wäldchen nördlich der Gartenarbeitsschule. | Am Haselluch nach Nordost                                                                                    |
| Am Maselakepark (Lage)          | 0950                        | Park auf der Halbinsel Maselake | 1. Feb. 2007        | Die Straße liegt zwischen Streit- und Carossastraße im Quartier Maselake im Zentrum der Wasserstadt. | Am Maselakepark (von Einmündung Streitstraße)                                                                |
| Am Teufelsbruch (Lage)          | 0240                        | Teufelsbruch, westlich im Forst gelegenes Naturschutzgebiet | 4. Dez. 1996        | Die asphaltierte Straße mit Parktaschen und Gehwegen sowie fünfgeschossigen Wohnneubauten der 1990er Jahre liegt zwischen Aalemannufer und Rustweg. | Am Teufelsbruch                                                                                              |
| Am Wasserbogen (Lage)           | 0160                        | bogenförmiges Ufer vom Maselakekanal in die Havel | 15. Nov. 1997       | Die Straße liegt am Ufer zwischen Boca-Raton- und Asnièresstraße. Die schmale Straße am Maselakekanal gehört zum Projekt Wasserstadt Spandau und wurde 1999 fertig gestellt. Die Entwürfe der beiden Wohnungsbauten gehen auf David Chipperfield zurück. | Am Wasserbogen                                                                                               |
| Amorbacher Weg (Lage)           | 0120                        | Amorbach, bayrische Stadt bei Miltenberg | 19. Sep. 1931       | Die platzartige Straße (Fahrbahn und paralleler Grünzug mit Bäumen) zwischen Streitstraße und Wansdorfer Platz war 1912 als Bayernstraße angelegt worden, um das „Bundesstaatenviertel“ zu bilden. Da der Ausbau unterbrochen wurde, bekamen hiesige Straßen Namen nach Orten im Odenwald. | Amorbacher Weg                                                                                               |
| An der Havelspitze (Lage)       | 0650                        | Havelspitze ragt zwischen Havel und Maselakebucht nach Süden | 17. Juni 1997       | Die Straße liegt zwischen der Parkstraße und der Havel gegenüber der Insel Eiswerder und verläuft nach Norden an der Havel durch das Gewerbegebiet. | |
| Ashdodstraße (Lage)             | 0090                        | Ashdod, Partnerstadt des Bezirks Spandau in Israel | 9. Juni 1999        | Sie liegt ohne zugehörige Grundstücke zwischen Rauch- und Asnièresstraße in der Wasserstadt, Quartier Maselake Nord. | Ashdodstraße                                                                                                 |
| Asnièresstraße (Lage)           | 0160                        | Asnières-sur-Seine, französische Partnerstadt des Bezirks Spandau nordwestlich von Paris                                                                          | 20. Sep. 1999       | Die Straße in der Wasserstadt liegt zwischen Ashdodstraße und Am Wasserbogen. | |
| Aspenweg (Lage)                 | 0570                        | Aspe, Baumart, auch als ‚Zitterpappel‘ bezeichnet | 9. Sep. 1931        | Die Straße in der Waldsiedlung liegt zwischen Wichernstraße und Lichtwarkweg. Beim Anlegen 1916 als Ahornweg benannt, wurde dieser Name auf Grund der vielen Ahornwege in Groß-Berlin geändert. | Aspenweg vom Eschenweg nordwärts                                                                             |
| Bahamasbogen (Lage)             | 0350                        | Bahamas, Inselstaat im Atlantik | 10. Dez. 2022       | Die private Erschließungsstraße in der Wohnsiedlung Havelmarina zweigt vom Hawaiiweg ab und verläuft parallel zum Teufelsseekanal. Sie ist fertiggestellt, aber (Stand 2023) noch ohne Bebauung. | Bahamasbogen                                                                                                 |
| Bamihlstraße (Lage)             | 0200                        | Ernst Bamihl (1848–1932), Kommandeur des Pionier-Bataillons in Spandau                                                                                            | 1900                | Sie liegt zwischen Rauch- und Carossastraße in der um 1900 erschlossenen Industriefläche zwischen Streitstraße und Havel, wo sich auch der Wasserübungsplatz der in Spandau stationierten Pioniertruppen befand. Auf dem Stadtplan 1907 liegt die Klinkestraße im Terrain der Grundrenten Gesellsch. Für Fabrikanlagen. | Bamihlstraße                                                                                                 |
| Bernkastler Weg (Lage)          | 0190                        | Bernkastel, rheinland-pfälzische Stadt an der Mittelmosel | März 2012           | Der Weg liegt in der Wohnsiedlung Hakenfelde zwischen Niederneuendorfer Allee und Gartenarbeitsschule. | Bernkastler Weg von der Niederneuendorfer Allee                                                              |
| Bertricher Weg (Lage)           | 0170                        | Bad Bertrich, rheinland-pfälzischer Kurort in der Eifel | März 2012           | Die Privatstraße liegt in der Wohnsiedlung Hakenfelde zwischen Niederneuendorfer Allee und Marienwerder Weg. | Bertricher Weg von der Allee nach Ost                                                                        |
| Birkenweg (Lage)                | 0270                        | Birke, Laubbaum | 4. Feb. 1916        | Der Weg in der Waldsiedlung liegt zwischen Akazien- und Pappelweg. | Birkenweg westwärts · Birkenweg vom Aspenweg westlicher                                                      |
| Boca-Raton-Straße (Lage)        | 0350                        | Boca Raton, 1979–2003 Partnerstadt des Bezirks Spandau in Florida                                                                                                 | 20. Sep. 1999       | Die Straße in der Wasserstadt liegt zwischen Asnièresstraße und Am Wasserbogen. | Boca-Raton-Straße                                                                                            |
| Brauereihof (Lage)              | 0570                        | die vormalige hiesige Brauerei (Patzenhofer) | 15. Sep. 2001       | Das Straßensystem liegt in der Wasserstadt im Quartier Schultheiß zwischen Eiswerderstraße und Rosa-Reinglass-Steig. Es erschließt mehrere Gebäudekomplexe mit verschiedenen Zufahrten und ist von der Neuendorfer Straße, der Eiswerder Straße und dem Krienickesteig aus zugänglich. | Brauereihof, Nordwestarm von der Neuendorfer Straße aus · Brauereihof, Südostarm Richtung Neuendorfer Straße |
| Breubergweg (Lage)              | 0150                        | Breuberg, Ort und Burg im Odenwald, Hessen | 11. Okt. 1955       | Der Weg ist eine Stichstraße vom Walldürner Weg ab nach Osten. | Bamihlstraße                                                                                                 |
| Brieselangweg (Lage)            | 0210                        | Brieselang, ehemaliges Vorwerk am Havelkanal | 1. Feb. 1964        | Die Straße, als Straße 43 projektiert, liegt zwischen Flatower und Hubertusstraße zum Forst hin. | Brieselangweg                                                                                                |
| Buchenweg (Lage)                | 0240                        | Buche, Laubbaum | 11. Sep. 1914       | Der Buchenweg liegt in der Waldsiedlung zwischen Lichtwark- und Fichtenweg. | Buchenweg ostwärts                                                                                           |
| Carossastraße (Lage)            | 0340                        | Hans Carossa (1878–1956), Mediziner, Lyriker und Erzähler | 1. Feb. 2007        | Sie liegt[veraltet] 2012 noch unbebaut zwischen Goltz- und Bahmilstraße im Quartier Maselake Süd der Spandauer Wasserstadt. | Carossastraße                                                                                                |
| Cautiusstraße (Lage)            | 0760                        | Ernst Gottlieb Cautius (1650–1705), Spandauer Meiereibesitzer und Bürgermeister (1703–1705)                                                                       | 1. Mai 1965         | Die Straße zwischen Schönwalder Allee und Streitstraße. Vorher seit 1912 als Reichstraße wurde sie wegen der Namensgleichheit mit anderen Berliner Straßen 1965 umbenannt. Cautius ließ im Jahre 1691 in der hiesigen Gegend eine Meierei errichten, die der Ausgangspunkt für die spätere Besiedlung war. Seine Tochter heiratete einen Kaufmann Haake und der Betrieb bekam die Bezeichnung „Haakes Meierei“ In der Cautiusstraße befindet sich das katholische Gemeindezentrum St. Lambertus. | Cautiusstraße                                                                                                |
| Chamissostraße (Lage)           | 0430                        | Ernst Chamisso de Boncourt (1820–1894), Pionier-Offizier in Spandau                                                                                               | 1900                | Die Straße liegt zwischen Streit- und Bamihlstraße. Auf dem Stadtplan 1907 liegt die Klinkestraße im Terrain der Grundrenten Gesellsch. Für Fabrikanlagen. | Chamissostraße                                                                                               |
| David-Francke-Straße (Lage)     | 0170                        | Johann Gottfried David Francke (1787–1859), Besitzer einer mit Dampfkraft betriebenen Schneidemühle, Kommunalpolitiker                                            | 17. Juni 1997       | Die Straße liegt zwischen An der Havelspitze und Hugo-Cassirer-Straße. | |
| Doehlweg (Lage)                 | 0060                        | Johann Friedrich Doehl (19. Jahrhundert), Stadtverordnetenvorsteher in Spandau von 1843 bis 1845                                                                  | 21. Apr. 1932       | In der Waldsiedlung vom Aspenweg nordwestlich als Sackgasse abgehend. | Doehlweg |
| Eichenweg (Lage)                | 0110                        | Eiche, Baumart | 11. Sep. 1914       | In der Waldsiedlung verbindet sie Eschen- und Akazienweg. | Eichenweg nordwärts                                                                                          |
| Eiskellerweg (Lage)             | 2440                        | Eiskeller, Wald- und Wiesenfläche, auf der es häufig kälter als in der Umgebung ist                                                                               | 1. Aug. 2010        | Die Straße bildet die Stadtgrenze von Berlin und geht westlich von der Schönwalder Allee ab. Sie umgeht die Kienhorstsiedlung südlich, verläuft am Nordrand der Großen Kienheide und wendet sich dann nach Süden bis zur Stadtgrenze. Die Straße ist Teil des Berliner Mauerwegs und des Grünen Hauptweges Nr. 02. | Eiskellerweg                                                                                                 |
| Eiswerderstraße (Lage)          | 1640                        | Eiswerder, Havelinsel nördlich der Spandauer Zitadelle | 4. Aug. 1960        | Zwischen Neuendorfer und Kleine Eiswerderstraße liegt diese Straße. Anzumerken ist hier der Seeturm, ein Hochhaus an der Havel westlich der Eiswerderbrücke, an der Arnheim-Promenade. Bis zur Brücke ist es eine ruhige Wohnstraße, zur Spandauer Altstadt führt ein Rad- und Wanderweg an der Havel entlang. Um die industriell geprägte Insel führt ein Wanderweg. | Eiswerderstraße                                                                                              |
| Elbinger Weg (Lage)             | 0140                        | Elbing, Stadt in den Masuren, seit 1945 Elbląg in Polen | März 2012           | Der Weg liegt in der Wohnsiedlung Hakenfelde und geht nordwestlich vom Stargarder Weg ab. | Elbinger Weg                                                                                                 |
| Ella-Augustin-Platz (Lage)      | 0050 × 30                   | Ella Augustin († um 1942), Berliner Jüdin, die in der NS-Zeit im KZ Sobibor umgebracht wurde .                                                                    | März 2012           | Der Platz, als Privatstraße markiert, liegt in der Wohnsiedlung Hakenfelde zwischen Johannisburger und Elbinger Weg. Er wird als Festplatz der Siedlung benutzt. | Ella-Augustin-Platz                                                                                          |
| Erlenweg (Lage)                 | 0140                        | Erlen, Baumart, Birkengewächse | 1923-               | In der Waldsiedlung zwischen Eschen- und Birkenweg liegend, hieß er von 1916 bis 1923 Weidenweg. Beide Baumarten wachsen vorzugsweise in Flussauen und an Bächen. | Erlenweg |
| Erna-Koschwitz-Weg (Lage)       | 0700                        | Erna Koschwitz, Besitzerin einer Siedlerlaube auf dem Grundstück Nr. 10, die heute unter Denkmalschutz steht                                                      | 15. Nov. 2021       | Der Weg liegt am östlichen Rand der Wohnsiedlung Hakenfelde als Sackgasse und ist die Zufahrtsstraße zur Wohnsiedlung und den Kleingartenanlagen an der Havel, die zu den hier liegenden Segelclubs und dem „Anglerverein Plötze“ gehören. Er setzt sich bis an die Wochenendsiedlung „Wannseaten 1911“ fort. Die kleine Straße führt durch Kleingartenanlagen zum Fährweg. Am südlichen Ende liegt das Naturschutzgebiet „Glühwürmchengrund“. Der 1960 nach Karl Elkart benannte Weg wurde gemäß Beschluss der Bezirksvertretung Spandau von März 2011 umbenannt, da Elkart (Stadtbaurat für Hochbau in der Stadt Spandau) als Stadtbaurat von Hannover an der Deportation polnischer Juden beteiligt war.  | Elkartweg |
| Eschenweg (Lage)                | 0580                        | Esche, Laubbaum | 11. Sep. 1914       | Der Weg in der Waldsiedlung liegt zwischen Niederneuendorfer Allee und Pappelweg. | |
| Fichtenweg (Lage)               | 0320                        | Fichte, Nadelbaumart | 11. Sep. 1914       | Der Weg wurde als eine der ersten Straßen der Waldsiedlung zwischen Eschen- und Aspenweg angelegt. Die Kapelle des 1928 als Mädchenwohnheim erbauten „St. Elisabeth Seniorenheims“ (Fichtenweg/Ecke Buchenweg) war bis zum Bau des Gemeindezentrums in der Cautiusstraße 1975 die Kirche der Katholiken in Hakenfelde. | Fichtenweg vom Buchenweg nordwärts                                                                           |
| Flatower Straße (Lage)          | 0910                        | Flatow, Ortsteil der Stadt Kremmen in Brandenburg | 11. Okt. 1955       | 1955 wurden die ineinander übergehenden Straße 10 und Straße 41 südlich des Stadtparks vereinigt und benannt. Die Straße zwischen Brieselangweg und Pausiner Straße setzt sich über letztere nach Osten als Sackgasse fort. | Flatower Straße                                                                                              |
| Franz-Meyer-Straße (Lage)       | 0160                        | Franz Meyer, Gastwirt und Unternehmer in Spandau | 17. Juni 1997       | Die Straße in der Wasserstadt liegt zwischen Hugo-Cassirer-Straße und An der Havelspitze. | |
| Frieda-Arnheim-Promenade (Lage) | 0230                        | Frieda Arnheim (* 1909; † 1942 im Rigaer Ghetto), Büro- und Pfarrgehilfin, Mitarbeit in der Bekennenden Kirche, Widerstandskämpferin gegen das NS-Regime          | 15. Sep. 2001       | Der Uferweg an der Havel nahe der Insel Eiswerder und des Spandauer See liegt im Schultheiß-Quartier der Wasserstadt Oberhavel am Ufer zwischen Eiswerderstraße und Paula-Hirschfeld-Steig. Er gehört zum Quartier Schultheiss im öffentlichen Projekt „Wasserstadt Spandau“, das die ehemaligen Industriebrachen an der Oberhavel entwickeln sollte. Der Name Frieda Arnheim wurde auf Vorschlag des Forums jüdische Geschichte Spandaus vergeben. | Frieda-Arnheim-Promenade: an der Havel · Eiswerderstraße vor der Brücke (Süd): Seeturm Hakenfelde            |
| Fürstenweg (Lage)               | 0310                        | Fürst, hoher Adelstitel | 1906-               | Die Straße in der Siedlung westlich der Schönwalder Allee liegt zwischen Radelandstraße / Hohenzollernring und Kronprinzenstraße. | Fürstenweg                                                                                                   |
| Fuldaer Weg (Lage)              | 0320                        | Fulda, Stadt in Osthessen | März 2012           | Die Privatstraße liegt in der Wohnsiedlung Hakenfelde nördlich der Werderstraße und seitwärts der „Immenweide“. Von der Werderstraße her ist der Weg anfangs eine Zufahrtsstraße und wird nach Norden schmaler bis auf einen (beschilderten) „Pfad“ neben dem Grundstück. | Fuldaer Weg                                                                                                  |
| Gaismannshofer Weg (Lage)       | 0170                        | Gaismannshof, Stadtteil von Nürnberg, Bayern | 16. Apr. 1937       | Der Weg geht südlich vom Mögeldorfer Weg ab. Die Namensvergabe nach Nürnberger Ortsteilen bezog sich auf die „Stadt der Reichsparteitage der NSDAP“, zu der Adolf Hitler im Jahre 1933 Nürnberg erklärt hatte. | Gaismannshofer Weg                                                                                           |
| Galapagosweg (Lage)             | 0140                        | Galapagosinseln, ecuadorianische Inselgruppe im Indischen Ozean                                                                                                   | 15. Jan. 2018       | Die Straße liegt in der Wohnsiedlung Havelmarina und verläuft vom Rustweg zum Hawaiiweg. | Galapagosweg                                                                                                 |
| Garmischer Weg (Lage)           | 0510                        | Garmisch, bayerischer Marktflecken im Werdenfelser Land | März 2012           | Der Weg liegt südlich der Werderstraße am Gewerbegebiet entlang. Er gehört zur Wohnsiedlung Hakenfelde und führt bis nahe an die Havel. | Garmischer Weg                                                                                               |
| Gliensteig (Lage)               | 0180                        | Glien, märkische Landschaft nordöstlich von Nauen, Brandenburg | 3. Okt. 1928        | Die Straße 44 wurde 1928 wie andere hiesige Straßen nach havelländischen Orten benannt. | Gliensteig                                                                                                   |
| Goltzstraße (Lage)              | 1050                        | Colmar von der Goltz (1843–1916), preußischer Generalfeldmarschall, Militärhistoriker und -schriftsteller                                                         | 1900                | Die Straße zwischen Streit- und Werderstraße wurde nach dem Chef des Ingenieur- und Pionierkorps benannt; das Spandauer Pionier-Bataillon hatte an der Havel sein Wasserübungsgelände. Auf dem Stadtplan 1907 liegt die Klinkestraße im Terrain der Grundrenten Gesellsch. Für Fabrikanlagen. | Goltzstraße                                                                                                  |
| Grafenwalder Weg (Lage)         | 0150                        | Grafenwald, Ortsteil der niederbayrischen Gemeinde Loiching | 6. Aug. 1937        | Er liegt zwischen Hohenzollernring und Wegscheider Straße. | |
| Grünefelder Straße (Lage)       | 0480                        | Grünefeld, Teil der havelländischen Gemeinde Schönwalde-Glien, Brandenburg                                                                                        | 3. Okt. 1928        | Die Straße 40 zwischen Radeland- und Hubertusstraße wurde in diesem Siedlungsgebiet wie umliegende nach havelländischen Orten benannt. | |
| Hakenfelder Straße (Lage)       | 01400                       | Gebiet Hakenfelde, nach dem auch der Ortsteil benannt ist | 7. Nov. 1953        | Die im Bogen von der Schönwalder zur Niederneuendorfer Allee verlaufende Straße bildete vormals die Grenze zwischen Ackerland und Forst und trug den Namen Hakenfelde. Der Name wurde abgeleitet von einer nach 1730 am Stadtrand erbauten Meierei, die nach ihrem Besitzer „Haackes Meierei“ genannt wurde. Die Gleichnamigkeit mit dem Spandauer Ortsteil führte zur Umbenennung. | Hakenfelder Straße                                                                                           |
| Hans-Poelzig-Straße (Lage)      | 0140                        | Hans Poelzig (1869–1936), Architekt, Maler, Bühnenbildner und Hochschullehrer                                                                                     | 17. Juni 1997       | Die Straße in der Wasserstadt Oberhavel liegt zwischen Hugo-Cassirer- und Sigmund-Bergmann-Straße. | Hans-Poelzig-Straße                                                                                          |
| Havelkaiser-Platz (Lage)        | 0070 × 40                   | Havelkaiser, ortsbezogener Titel eines Fernsehfilms | 2006                | Dieser Stadtplatz liegt an der Hugo-Cassirer-Straße in der Wasserstadt Oberhavel. | |
| Havelschanze (Lage)             | 0480                        | Havelschanze, eine der neun Schanzen im Norden von Stadt und Festung Spandau                                                                                      | 28. Jan. 1958       | Die Straße geht an der Neuendorfer/Streitstraße ostwärts zur Havel ab. Der Askanierring wurde beim Kasernenbau 1937 in zwei Abschnitte geteilt und 1958 erhielt der nordöstliche Teil den neuen Namen. | Havelschanze                                                                                                 |
| Hawaiiweg (Lage)                | 0410                        | Hawaii, Inselgruppe im Indischen Ozean und Bundesstaat der USA | 15. Jan. 2018       | Die Straße liegt in der Wohnsiedlung Havelmarina. | Hawaiiweg |
| Helen-Keller-Weg (Lage)         | 0310                        | Helen Keller, amerikanische Schriftstellerin | 26. Mai 2014        | Fußweg im Hakenfelder Wäldchen, der die Wichernstraße mit der Hakenfelder Straße verbindet. Er liegt am Spandauer Blindenrundwanderweg. | Helen-Keller-Weg                                                                                             |
| Hersfelder Weg (Lage)           | 0080                        | Hersfeld, Kurstadt in Nordosthessen | März 2012           | Die Privatstraße liegt in der Wohnsiedlung Hakenfelde nördlich der Werderstraße und geht westlich vom Fuldaer Weg ab zur Gartenarbeitsschule mit Zielrichtung zum Bernkastler Weg. | Hersfelder Weg                                                                                               |
| Hildesheimer Weg (Lage)         | 0140                        | Hildesheim, Universitätsstadt im Süden Niedersachsens | März 2012           | Die Privatstraße zwischen Marienwerderweg und Masurenweg setzt sich im Stargarder Weg fort. Er liegt in der Wohnsiedlung Hakenfelde nördlich der Werderstraße. | Hildesheimer Weg                                                                                             |
| Hohenzollernring (Lage)         | 0790 (im Ortsteil)          | Hohenzollern, deutsches Herrschergeschlecht und damalige Kaiserfamilie                                                                                            | 16. Apr. 1909       | Die ringförmige Straße verläuft zwischen Ortsteilgrenze (Kreuzung Radelandstraße/Fürstenweg) und der Streitstraße. Die Straße liegt hier im Ortsteil, die südlichen Grundstücke gehören zu Spandau. | Hohenzollernring, vom Klinkeplatz nach Osten · Hohenzollernring, von der Streitstraße aus nach Westen        |
| Holunderweg (Lage)              | 0250                        | Holunder, Geißblattgewächs als Strauch oder Halbstrauch | 26. Nov. 1925       | Der als Straße 77 angelegte Verkehrsweg verbindet die Wichernstraße und den Eschenweg. | Holunderweg vom Eschenweg nach Süden                                                                         |
| Hubertusstraße (Lage)           | 1710                        | Hubertus von Lüttich (um 656–727), Bischof von Maastricht und Lüttich, Heiliger, Schutzpatron der Jagd                                                            | 1906-               | Die Straße zwischen Schönwalder Allee und Krämerweg liegt mit dem Nordrand am Stadtpark-Forst. | Hubertusstraße von Ost nach West · Hubertusstraße von West nach Ost                                          |
| Hugo-Cassirer-Straße (Lage)     | 0520                        | Hugo Cassirer (1869–1920), Fabrikant (Elektrozulieferer) | 17. Juni 1997       | Die Straße liegt in einem dicht bebauten Wohngebiet in der Wasserstadt zwischen An der Havelspitze und Rauchstraße. Die Idee, Sozialwohnungen mit Wasserblick zu bauen, wurde nicht verwirklicht, dagegen wurde zu dicht gebaut, und es wurden dabei kaum Einkaufsmöglichkeiten eingeplant. Nachträgliche Korrekturen brachten jedoch großzügige Uferanlagen und Parks. | Hugo-Cassirer-Straße                                                                                         |
| Ilmenauer Weg (Lage)            | 0110                        | Goethe- und Universitätsstadt Ilmenau in Thüringen am Nordrand des Thüringer Waldes                                                                               | März 2012           | Die Privatstraße liegt in der Wohnsiedlung Hakenfelde nördlich der Werderstraße und verbindet Am Haselluch mit dem Fuldaweg. Der Weg führt als Pfad durch den „Immenweidepark“ zwischen Stargarder (nördlicher) und Rothenburger Weg (südlicher). | Ilmenauer Weg                                                                                                |
| Iznikstraße (Lage)              | 0090                        | İznik, türkische Partnerstadt des Bezirks Spandau | 20. Sep. 1999       | Sie liegt zwischen Rauch- und Asnièresstraße in der Spandauer Wasserstadt, Quartier Maselake Nord. Die Zuführung zur Iznikstraße erfolgt mittels einer Unterführung durch die Rauchstraße von der Bergmannstraße aus. | |
| Jamaikaweg (Lage)               | 0060                        | Jamaika, Inselstaat in der Karibik | 10. Dez. 2022       | Die private Erschließungsstraße in der Wohnsiedlung Havelmarina und führt vom Hawaiiweg zum Bahamasbogen. Sie ist fertiggestellt, aber (Stand 2023) noch ohne Bebauung. | Jamaikaweg                                                                                                   |
| Johannisburger Weg (Lage)       | 0120                        | Johannisburg in Aschaffenburg, zweite Residenz der Mainzer Kurfürsten und Erzbischöfe                                                                             | März 2012           | Der Weg führt vom Masurenweg nach Nordosten. Er liegt in der Wohnsiedlung Hakenfelde nördlich der Werderstraße. | |
| Kaiserstraße (Lage)             | 0630                        | Kaiser, höchster weltlicher Herrschertitel | 1906-               | Die Straße zwischen Hohenzollernring und Hubertusstraße liegt in dem 1905/1906 angelegten Villenviertel der Stadt Spandau mit „landhausmäßiger Bebauung“. | Kaiserstraße                                                                                                 |
| Kapverdenweg (Lage)             | 0140                        | Kapverden, Inselgruppe und -staat im Atlantischen Ozean | 15. Jan. 2018       | Die Straße liegt in der Wohnsiedlung Havelmarina und verläuft vom Rustweg zum Hawaiiweg. | Kapverdenweg                                                                                                 |
| Kastanienweg (Lage)             | 0060                        | Kastanie, Baumart, Buchengewächs | 4. Feb. 1916        | Die Straße in der Waldsiedlung geht vom Aspenweg südwärts ab und bildet eine schmale Sackgasse als Zugang zu den zweistöckigen Häusern. | Kastanienweg                                                                                                 |
| Ketziner Weg (Lage)             | 0180                        | Ketzin, havelländische Stadt, Brandenburg | 1. Feb. 1964        | Die ehemalige Straße 42 liegt in der Wohngegend südlich des Stadtparks zwischen Radeland- und Flatower Straße, in der Straßen nach havelländischen Gemeinden benannt wurden. | Ketziner Weg                                                                                                 |
| Kleinreuther Weg (Lage)         | 0280                        | Kleinreuth, Ortsteil von Nürnberg, Bayern | 16. Apr. 1937       | Die vorherige Straße 643 vom Mögeldorfer Weg nach Norden wurde 1937 mit weiteren hiesigen Straßen nach Nürnberger Ortsteilen der „Stadt der Reichsparteitage der NSDAP“ benannt. | Kleinreuther Weg                                                                                             |
| Klingenhofer Steig (Lage)       | 0280                        | Klingenhof, Ortsteil von Nürnberg, Bayern | 16. Apr. 1937       | Die Straße liegt zwischen Mögeldorfer Weg und Cautiusstraße. Die vorherige Straße 644 wurde 1937 mit weiteren hiesigen Straßen nach Nürnberger Ortsteilen benannt, in Bezug von Nürnberg als der „Stadt der Reichsparteitage der NSDAP“. | Klingenhofer Steig                                                                                           |
| Klinkeplatz (Lage)              | 0080 × 80 × 80 Dreieck      | Karl Klinke (1840–1864), Grubenarbeiter, Pionier | 11. März 1937       | Der Düppel-Platz mit dem seit 1908 aufgestellten Klinkedenkmal wurde 1937 umbenannt. Er liegt an der Kreuzung Hohenzollernring und Schönwalder Allee. Klinke hatte sich bei der Erstürmung der Düppeler Schanzen am 18. April 1864 mit Sprengstoff beladen selbst im Palisadenzaun in die Luft gesprengt und so einen Durchbruch geschaffen. | Klinkeplatz                                                                                                  |
| Kochemer Weg (Lage)             | 0140                        | Cochem, rheinland-pfälzische Stadt an der Mosel | März 2012           | Die Privatstraße zwischen Niederneuendorfer Allee und dem Trabener Weg führt in die Wohnsiedlung Hakenfelde hinein. | Kochemer Weg                                                                                                 |
| Königstraße (Lage)              | 0510                        | König, Träger monarchischer Würde | 1906-               | Die Straße zwischen Radeland- und Hubertusstraße liegt in der Villensiedlung westlich der Schönwalder Allee. | Königstraße                                                                                                  |
| Kornburger Weg (Lage)           | 0580                        | Kornburg, Stadtteil von Nürnberg | 23. Sep. 1938       | Die Straße liegt zwischen Wegscheider und Cautiusstraße. Die Namensgebung der Straße 647 im Jahr 1937 nimmt Bezug auf Nürnberg als „Stadt der Reichsparteitage der NSDAP“. | |
| Krämerweg (Lage)                | 0390                        | Krämer, Waldgebiet südlich von Kremmen im Ländchen Glien, Brandenburg                                                                                             | 18. Okt. 1937       | Sie liegt zwischen Radeland- und Hubertusstraße in der Siedlung südlich vom Stadtpark. Zuerst war es die Straße 43. | Krämerweg |
| Krienickesteig (Lage)           | 0060                        | Krienicke, Teil der Wasserfläche der Oberhavel nördlich der Zitadelle                                                                                             | 9. Sep. 1931        | Die vorherige Straße 48 wurde 1931 in dieser Lage in der Spandauer Neustadt benannt. Sie liegt nordwärts von der Triftstraße zwischen dem Gebäude der Neuapostolischen Kirche und der alten Feuerwache. Die Verlängerung nach Norden zum Brauereihof heißt ab der Feuerwache Rosa-Reinglass-Steig. | Krienickesteig mit Neuapostolischer Kirche                                                                   |
| Kronprinzenstraße (Lage)        | 0920                        | Kronprinz, Thronfolger in Königreichen | 1906-               | Im Villenviertel westlich der Schönwalder Allee aus dem Jahre 1905/1906 tragen mehrere Straßen Namen mit Bezug zum Kaiser aus dem Hause Hohenzollern. Die Straße liegt zwischen Schönwalder Allee und Paarener Straße. | Kronprinzenstraße · Kronprinzenstraße                                                                        |
| Kulbeweg (Lage)                 | 0310                        | C. Kulbe, Feuerwehrhauptmann in Spandau | 1. Apr. 1962        | Die Straße mit Wohnbebauung geht westlich von der Goltzstraße ab. | Kulbeweg |
| Lauterbacher Weg (Lage)         | 0220                        | Lauterbach, osthessische Stadt (Vogelsbergkreis) | März 2012           | Der Privatweg liegt in der Wohnsiedlung Hakenfelde nördlich der Werderstraße zwischen Fuldaer Weg und über den Schönauer Weg zum Glühwürmchengrund. | LauterbacherWeg                                                                                              |
| Lichtwarkweg (Lage)             | 0380                        | Alfred Lichtwark (1852–1914), Kunsthistoriker, Museumsleiter und Kunstpädagoge                                                                                    | 8. Nov. 1955        | Die Straße in der Waldsiedlung liegt zwischen Aspen- und Eschenweg und auf der Westseite bebaut, die gegenüberliegende Seite ist ein abgezäuntes Waldstück. Nach Süden wird es ein Pfad zwischen eingezäunten Grundstücken an dessen Ostseite das Grundstück des „Offenen Vollzugs Hakenfelde“ angrenzt. | Lichtwarkweg vom Aspenweg (hier) linksseitig Waldstück                                                       |
| Liegnitzer Weg (Lage)           | 00360                       | Liegnitz, niederschlesische Stadt, seit 1945 als Legnica zu Polen                                                                                                 | März 2012           | Der Weg liegt im Südosten der Wohnsiedlung Hakenfelde nördlich parallel zur Werderstraße, beidseits vom Erna-Koschwitz-Weg abgehend. | Liegnitzer Weg                                                                                               |
| Lindenweg (Lage)                | 0090                        | Linde, Laubbaum | 4. Feb. 1916        | Die Straße in der Waldsiedlung liegt zwischen Aspen- und Tannenweg. | Lindenweg vom Aspenweg                                                                                       |
| Linumer Straße (Lage)           | 0170                        | Linum, Ortsteil der Gemeinde Fehrbellin, Brandenburg | 11. Okt. 1955       | Die Straße, die von der Pausiner Straße abgeht, wurde in den 1930er Jahren als Straße 13a angelegt und wie mehrere Straßen in diesem Siedlungsgebiet nach märkischen Gemeinden benannt. | Linumer Straße                                                                                               |
| Maledivenweg (Lage)             | 0360                        | Malediven, Inselgruppe und -staat im Indischen Ozean | 15. Jan. 2018       | Die Straße liegt in der Wohnsiedlung Havelmarina und zweigt vom Trinidadweg ab. | Maledivenweg                                                                                                 |
| Marienwerder Weg (Lage)         | 0220                        | Marienwerder, Stadt in Westpreußen an der Weichsel, seit 1945 als Kwidzyn zu Polen                                                                                | März 2012           | Der Weg zwischen Kochemer und Masurenweg, bis an die KGA ‚Gesundheitspflege‘, er liegt in der Wohnsiedlung Hakenfelde nördlich der Werderstraße | |
| Marius-Carpentier-Straße (Lage) | 0400                        | Marius Carpentier (1924–1943), Opfer des Nationalsozialismus | 11. März 2023       | Die Straße verbindet die Streitstraße mit der Straße Am Maselakepark | |
| Marwitzer Straße (Lage)         | 0800                        | Marwitz, Gemeinde in Oberhavel, Brandenburg | 3. Okt. 1928        | Die Straße, gemäß Bebauungsplan als Straße 11 angelegt, verläuft zwischen Königstraße und Schwanter Weg. | Marwitzer Straße                                                                                             |
| Maselakeweg (Lage)              | 0400                        | Maselake, Bucht der Havel nach Westen in Höhe des Kleinen Walls                                                                                                   | 11. März 1937       | Ursprünglich die 1937 umbenannte Klinkestraße. Später wurde die Trasse teilweise durch die Hugo-Cassirer-Straße überbaut. Heute ist Maselakeweg nur noch eine nicht offizielle Bezeichnung des Weges von der Rauchstraße (bis Sigmund-Bergmann-Straße) durch die Havelwiesen zur Maselakebucht parallel zur Hugo-Cassirer-Straße. | Maselakeweg                                                                                                  |
| Masurenweg (Lage)               | 0230                        | Masuren, Region in Ostpreußen, seit 1945 zu Polen | März 2012           | Der Privatweg liegt in der Wohnsiedlung Hakenfelde zwischen Marienwerder- und Hildesheimer / Elbinger Weg. | Masurenweg                                                                                                   |
| Merianweg (Lage)                | 0180                        | Matthäus Merian der Ältere (1593–1650), Kupferstecher und Verleger                                                                                                | 8. Nov. 1955        | Die Straße zwischen Aspen- und Pappelweg liegt am Nordrand der Waldsiedlung, er trug zuerst die Bezeichnung Straße 634. In Merians Verlag erschien von 1642 bis 1688 eine 30-bändige Topographia Europas, darunter die älteste Ansicht der Stadt und Festung Spandau aus der Zeit um 1645. | Merainaweg – westwärts vom Aspenweg ab                                                                       |
| Mertensstraße (Lage)            | 1020                        | Ferdinand von Mertens (19. 1808–1896), Militär, Ingenieuroffizier vom Platz (1852–1861) und Ehrenbürger Spandaus                                                  | 1900                | Die Straße verläuft zwischen Hakenfelder Straße und Goltzstraße und weiter bis zur Havel. Sie wurde um 1900 angelegt, als das umliegende Gebiet als Spandauer Industrieviertel entstand. Da das Wasserübungsgelände der Pioniertruppen an der Havel lag, tragen mehrere Straßen hier die Namen von Spandauer Pionieren. Auf dem Stadtplan 1907 liegt die Mertensstraße im nördlichen Abschnitt des Terrain der Grundrenten Gesellsch. Für Fabrikanlagen. | Mertensstraße                                                                                                |
| Meta-London-Straße (Lage)       | 0200                        | Meta London (1905–1943), Opfer des Nationalsozialismus | 11. März 2023       | Die Straße zweigt in nördlicher Richtung von der Straße Am Maselakepark ab und endet an der Marius-Carpentier-Straße. | |
| Michelstadter Weg (Lage)        | 0800                        | Michelstadt, hessischer Luftkurort im Odenwald | 9. Sep. 1931        | Die Straße liegt zwischen Wansdorfer Platz und Hakenfelder Straße. Angelegt wurde sie 1912 als Oldenburgstraße im geplanten Bundesstaatenviertel. | Michelstadter Weg                                                                                            |
| Mittenwalder Weg (Lage)         | 0230                        | Mittenwald, oberbayerischer Markt bei Garmisch-Partenkirchen im oberen Isartal                                                                                    | März 2012           | Der Privatweg liegt in der Wohnsiedlung Hakenfelde südlich der Werderstraße und nördlich vom Garmischer Weg. | Mittenwalder Weg                                                                                             |
| Mögeldorfer Weg (Lage)          | 0500                        | Mögeldorf, Ortsteil von Nürnberg, Bayern | 16. Apr. 1937       | Zuerst Straße 645 wurde sie 1937 mit Bezug zur „Stadt der Reichsparteitage“ Nürnberg benannt. Sie liegt zwischen Schönwalder Allee und Kornburger Weg, teilweise im durchgehenden Verlauf durch Fuß- und Radweg unterbrochen. | Mögeldorfer Weg                                                                                              |
| Mooreaweg (Lage)                | 0070                        | Moorea, Insel im Südpazifik | 20. Feb. 2020       | Die Straße liegt in der Wohnsiedlung Havelmarina auf dem Gelände des ehemaligen Kraftwerks Oberhavel und führt vom Tongaweg zum Tikehauweg. | |
| Nachtweideweg (Lage)            | 0910                        | Nachtweide, nächtliche Weideplatz für das Vieh („Aufstellplatz“)                                                                                                  | 1. Dez. 1965        | Die Straße im Villenviertel von 1900 liegt zwischen Schönwalder Allee und über die Königstraße als Sackgasse. 1965 wurde die Markgrafenstraße umbenannt, weil der Name mehrfach in Berlin vorkam. | Nachtweideweg                                                                                                |
| Neuenahrer Weg (Lage)           | 0390                        | Neuenahr, Kurort und Stadtteil von Bad Neuenahr-Ahrweiler in Rheinland-Pfalz (Ahrtal)                                                                             | März 2012           | Die Privatstraße liegt zwischen Marienwerder Weg und Niederneuendorfer Allee in der Wohnsiedlung Hakenfelde. Es ist eine asphaltierte Zufahrtsstraße zur Siedlung. | Neuenahrer Weg, in seiner Festlegung zum Erna-Koschwitz-Weg hin                                              |
| Neuendorfer Straße (Lage)       | 1040 (im Ortsteil)          | Neuendorf, nördlicher Nachbarort, seit 1923 Ortsteil von Hennigsdorf                                                                                              | vor 1800            | Diese Straße liegt zwischen Falkenseer Platz und Havelschanze, die Streitstraße führt den Straßenzug weiter nach Norden. Es ist der historische Weg nach Oranienburg (ursprünglich Neuendorffischer Weg), der Verlauf wurde durch Bebauung geändert (dazu historische Karte). 1961 wurde der Hafenplatz einbezogen. | Neuendorfer Straße 31–37: Militärfiskalische Siedlung                                                        |
| Niederheideweg (Lage)           | 1240                        | Niederheide, Teil des Spandauer Stadtwaldes | 30. Juli 1962       | Sie liegt zwischen Radelandstraße und als Sackgasse über den Sandwiesenweg. | |
| Niederneuendorfer Allee (Lage)  | 2950 (im Ortsteil)          | Nieder Neuendorf, nördlicher Nachbarort, seit 1923 Ortsteil von Hennigsdorf                                                                                       | 1912                | Die Allee liegt zwischen Mertensstraße und der Stadtgrenze zu Hennigsdorf, sie verlängert die Streitstraße nach Norden und führt zum größten Teil durch den Spandauer Forst. | Niederneuendorfer Allee von der Ecke Werderstraße nordwärts                                                  |
| Oberjägerweg (Lage)             | 1050 (im Ortsteil)          | Oberjäger, Unteroffizier der Jäger-, später Gebirgsjägertruppe | vor 1888            | Der amtlich geführte Weg ohne zugehörige Grundstücke liegt im Berliner Forst im Norden des Ortsteils von der Schönwalder Allee nach Nordost und setzt sich über die Stadtgrenze in Hennigsdorf fort. Der am Oberjägerweg geplante Bau eines Kraftwerkes wurde 1976 gerichtlich unterbunden (siehe Kraftwerk Oberhavel). | Oberjägerweg                                                                                                 |
| Paarener Straße (Lage)          | 0390                        | Paaren, havelländische Gemeinde, Brandenburg | 3. Okt. 1928        | Entstanden als Straße 6 liegt sie zwischen Radeland- und Hubertusstraße. | |
| Papenberger Weg (Lage)          | 0120                        | Papenberge, nördlich von Spandau gelegene Erhebung, wurde als „Babenberg“ bereits in der Gründungsurkunde von 1232 als nördliche Grenze der Stadt Spandau erwähnt | 18. Apr. 1962       | Der Papenberger Weg liegt als Stichstraße östlich der Niederneuendorfer Allee und wurde 1962 als 1610 Meter lange Zufahrtsstraße zur Erschließung des BEWAG-Kraftwerks Oberhavel neu angelegt. Er trägt den Namen einer durch Baugeschehen aufgehobenen Straße, die etwas weiter südlich direkt am Kanal verlief. Nach dem Abriss des Kraftwerkes 2009 führte er durch eine Brache. Als auf dem Gelände um 2021 eine Wohnsiedlung entstand, wurde in diesem Bereich der historische Name aufgegeben, so dass seitdem der Papenberger Weg deutlich verkürzt ist und nur noch die Zufahrt der Wohnsiedlung mit einer Buswendestelle umfasst.                                                                   | Papenberger Weg                                                                                              |
| Pappelweg (Lage)                | 0540                        | Pappel, Laubbaum | 1923                | Bei der Erweiterung der Waldsiedlung 1923 wurden die neu angelegten Straßen ebenfalls nach Baumarten benannt. Die Straße zwischen Wichernstraße und Merianweg bildet den Nordwestrand der Siedlung. | Pappelweg |
| Parkstraße (Lage)               | 0300                        | Schützenpark, das hiesige Gelände des Schützenvereins | 1901                | Die Straße geht von der Neuendorfer Straße nach Osten ab und endet in einem Gewerbegebiet. Zwischen 1860 und 1901 trug diese Straße in der „Spandauer Neustadt“ den Namen An der Havel. | Parkstraße                                                                                                   |
| Paula-Hirschfeld-Steig (Lage)   | 0170                        | Paula Hirschfeld (1871–1943) wohnte in Spandau zuletzt Markt 11, ermordet in Theresienstadt, Opfer des NS-Regimes                                                 | 15. Sep. 2001       | Die Straße liegt auf dem Gelände der ehemaligen Schultheiß-Brauerei in der Wasserstadt zwischen Neuendorfer Straße und Rosa-Reinglass-Steig und wurde auf Vorschlag des „Forum jüdische Geschichte Spandaus“ benannt. | Paula-Hirschfeld-Steig                                                                                       |
| Pausiner Straße (Lage)          | 0480                        | Pausin, havelländische Gemeinde, heute Ortsteil von Schönwalde-Glien, Brandenburg                                                                                 | 3. Okt. 1928        | Die Straße, zuerst Straße 5 nach Bebauungsplan, liegt in der Siedlung südlich vom Stadtpark zwischen und liegt zwischen Radeland- und Hubertusstraße. | Pausiner Straße                                                                                              |
| Pembabogen (Lage)               | 0480                        | Pemba, Insel im Indischen Ozean | 20. Feb. 2020       | Die U-förmige Straße liegt in der Wohnsiedlung Havelmarina auf dem Gelände des ehemaligen Kraftwerks Oberhavel. Ihre beiden Schenkel zweigen vom Seychellenring ab. | Pembabogen                                                                                                   |
| Pepitapromenade (Lage)          | 0400                        | Pepita de Oliva, Tänzerin, die in den 1850er-Jahren in einem Schlösschen in Hakenfelde wohnte                                                                     | 1. Mai 2018         | Die Promenade verläuft von der Mertensstraße zur Goltzstraße ab und erschließt das 2018 fertiggestellte Neubaugebiet Pepitahöfe. | Pepitapromenade                                                                                              |
| Platz E (Lage)                  | 0080 × 30                   | Bebauungsplan mit Buchstaben für Plätze | nach 1950           | Der Platz liegt zwischen Krämerweg, Flatower Straße und Gliensteig mit den Grundstücken 2–14 (gerade) und 3–15 (ungerade). | Platz E |
| Prinz-Adalbert-Weg (Lage)       | 0140                        | Adalbert von Preußen (1884–1948), Prinz und Offizier, Sohn Kaiser Wilhelms II.                                                                                    | 1906-               | In der Villensiedlung von 1905/1906 liegt sie zwischen Kaiser- und Königstraße. | Prinz-Adalbert-Weg                                                                                           |
| Prinz-Eitel-Weg (Lage)          | 0130                        | Eitel Friedrich von Preußen (1883–1942), Prinz und Offizier, Sohn Kaiser Wilhelms II.                                                                             | 1906-               | In der Villensiedlung von 1905/1906 liegt sie zwischen Kaiser- und Königstraße. | Prinz-Eitel-Weg                                                                                              |
| Radelandstraße (Lage)           | 3320 (im Ortsteil)          | Radeland = gerodetes Land | nach 1870           | Die Radelandstraße verläuft zwischen Hohenzollernring (Ost) und Griesingerstraße (West). Das gesamte Straßenland sowie alle nördlichen Grundstücke und die Südseite mit dem Friedhof In den Kisseln und dem Wasserwerk Spandau (Nummern 39–129) sowie das „Evangelische Waldkrankenhaus Spandau“ (Nummern 207–265) gehören zu Hakenfelde. Die ausgesparten Nummern liegen im Ortsteil Falkenhagener Feld. Im westlichen Abschnitt ist die Straße ein unbefestigter Fahrweg, der im Wald bis zur Stadtgrenze zu einem Fuß- und Radweg wird. | Radelandstraße ab Ortsgrenze Falkenhagener Feld · Radelandstraße (Einmündung In den Kisseln)                 |
| Rauchstraße (Lage)              | 880                         | Johann Justus Georg Gustav von Rauch (1774–1841), Generalinspekteur für die preußischen Festungen, Kriegsminister                                                 | 1900                | Die Rauchstraße liegt zwischen Streitstraße und der Ortsteilgrenze auf der Wasserstadtbrücke, sie wird im Osten durch die Haselhorster Daumstraße verlängert. Sie besitzt den Status einer Hauptverkehrsstraße. In der Umgebung sind Straßen nach Offizieren des Spandauer Pionierbataillons von Rauch benannt, in der Nähe lag deren Wasserübungsplatz. | Rauchstraße (westwärts) · Rauchstraße ostwärts zur Havel hin                                                 |
| Reußstraße (Lage)               | 0210                        | Fürstentümer Reuß, zwei Gliedstaaten des Deutschen Reiches | 20. März 1912       | Hier war ab 1914 ein Viertel vorgesehen, dessen Straßen nach Gliedstaaten des Deutschen Kaiserreichs benannt werden sollten. Nur die Reußstraße zwischen Streitstraße und Schwendyweg behielt ihren Namen, die Vergabe erfolgte auf Beschluss der Polizeiverwaltung Spandau vom 20. März 1912. | |
| Rosa-Reinglass-Steig (Lage)     | 0080 + 220                  | Rosa Reinglass, (1874–)1944, Protestantin, wegen ihrer jüdischen Herkunft vom NS-Regime verfolgt und 1944 ermordet                                                | 15. Sep. 2001       | Der Steig liegt zwischen Krienickesteig als dessen Verlängerung und Brauereihof in der Wasserstadt Oberhavel. | Rosa-Reinglass-Steig                                                                                         |
| Rothenburger Weg (Lage)         | 0210                        | Rothenburg a.d.Oder, niederschlesische Stadt, seit 1945 Czerwieńsk bei Zielona Góra Polen                                                                         | März 2012           | Die Privatstraße liegt in der Wohnsiedlung Hakenfelde und zwischen Am Haselluch und Schönauer Weg südlich der Immenweide. | Rothenburger Weg                                                                                             |
| Rustweg (Lage)                  | 0520                        | Rustwiesen, Flurname | 9. Sep. 1931        | Der Verkehrsweg, zuerst Straße 69, liegt östlich vom Spandauer Stadtforst zwischen der Niederneuendorfer Allee und als Sackgasse über Zu den Fichtewiesen hinaus zur Havel. | Rustweg · Rustweg                                                                                            |
| Salzunger Weg (Lage)            | 0270                        | Salzungen, thüringische Kurstadt am Mittellauf der Werra | März 2012           | Der Privatweg ist ein Fahrweg in der Wohnsiedlung Hakenfelde, wobei er südlich von Schützenhof und Gartenarbeitsschule beidseits an die Werderstraße anschließt. | Salzunger Weg                                                                                                |
| Sandwiesenweg (Lage)            | 0400                        | Sandwiesen, Flurname der bereits 1728 erwähnt wurde | 30. Juli 1962       | Er liegt nördlich der Radelandstraße und dem Niederheideweg am Westrand der KGA ,Sandwiesen’. | |
| Schäferstraße (Lage)            | 0370                        | Weg zur Städtischen Schäferei (Kämmereivorwerksschäferei) | 1878-               | In der Spandauer Neustadt hieß dieser alte Weg bis zur Befestigung Schäferweg, er liegt zwischen Neuendorfer und Schützenstraße. An der Havel befand sich ein Holzdepot der städtischen Forstverwaltung und wurde ,Ablage Schafstall’ genannt. | Schäferstraße                                                                                                |
| Schlehenweg (Lage)              | 0550                        | Schlehen, Strauch- und Baumart der Steinobstgewächse | 12. Jan. 1925       | Bei der Erweiterung der Waldsiedlung wurde die Straße 1925 zwischen Wichernstraße und Eschenweg angelegt. | Schlehenweg vom Eschenweg aus                                                                                |
| Schnepfenreuther Weg (Lage)     | 0760                        | Schnepfenreuth, Stadtteil von Nürnberg, Bayern | 23. Sep. 1938       | In diesem Viertel mit nach Stadtteilen von Nürnberg benannten Straßen wurde mit Bezug auf den damaligen Zusatz „Stadt der Reichsparteitage“ gewählt. Der Schnepfenreuther Weg liegt zwischen Hohenzollernring und Cautiusstraße. Der erste Name in der Stadtparksiedlung war Straße 646. | Schnepfenreuther Weg                                                                                         |
| Schönauer Weg (Lage)            | 0260                        | Schönau, niederschlesische Ortschaft, seit 1945 Łąkotka bei Legnica, Polen                                                                                        | März 2012           | Der Weg ist eine Privatstraße in der Wohnsiedlung Hakenfelde zwischen Fuldaer und Erna-Koschwitz-Weg, wobei die Zufahrtsstraße in Höhe Rothenburger Weg in einen Fahrweg zwischen „Immenweide“ und „Glühwürmchengrund“ übergeht. Am Schönower Weg liegt auch ein Schönauer Platz, der seinen Namen aber nicht-amtlich trägt. | Schönauer Weg                                                                                                |
| Schönwalder Allee (Lage)        | 5850                        | Schönwalde, havelländische Gemeinde, Brandenburg. | 1907-               | Sie liegt zwischen Klinkeplatz am Hohenzollernring und der Stadtgrenze und setzt die Schönwalder Straße fort. Durch den Spandauer Stadtforst führte ein Landweg zum Nachbarort Schönwalde, der im 19. Jahrhundert zur Chaussee ausgebaut wurde und 1907 den Namen Schönwalder Allee erhielt. Die Straße führt bis auf einen kleinen Abschnitt im Spandauer Ortsteil Hakenfelde als gepflasterte Chaussee durch den Spandauer Forst. Es gibt einige Parkplätze, von denen aus der Spandauer Forst erreicht werden kann. Besonders sehenswert sind das Wildgehege mit Naturlehrpfad und das Johannesstift. Ein Rundweg beiderseits der Kuhlake ist sehr zu empfehlen. Der Weg beginnt und endet am Wildgehege. | Schönwalder Allee · Schönwalder Allee                                                                        |
| Schützenstraße (Lage)           | 0330                        | Schützengilde in Spandau | um 1870             | Die Straße liegt zwischen Schäfer- und Neuendorfer Straße. Um 1864 wurde hier die Straße Am Schützengarten eingezeichnet. | Schützenstraße                                                                                               |
| Schwanter Weg (Lage)            | 0390                        | Schwante, Ort im Landkreis Oberhavel, Brandenburg | 19. Mai 1959        | Zuerst Straße 7, liegt sie zwischen Radeland- und Hubertusstraße in der Wohnsiedlung südlich vom Stadtforst und dem Städtischen Friedhof In den Kisseln. | Schwanter Weg                                                                                                |
| Schwendyweg (Lage)              | 0430                        | Johann Sigismund Freiherr von Schwendy (1656–1732), Generalleutnant, Gouverneur von Spandau                                                                       | 9. Sep. 1931        | Die Straße zwischen Wansdorfer Platz und Cautiusstraße liegt in der Stadtparksiedlung und hieß zuerst Straße 48. | Schwendyweg                                                                                                  |
| Seychellenring                  | 0520                        | Seychellen, Inselstaat im Indischen Ozean | 20. Feb. 2020       | Die Straße liegt in der Wohnsiedlung Havelmarina auf dem Gelände des ehemaligen Kraftwerks Oberhavel und bildet ein geschlossenes Rechteck. | Seychhellenring                                                                                              |
| Sigmund-Bergmann-Straße (Lage)  | 0380                        | Sigmund Bergmann (1851–1927), Elektrotechniker und Unternehmer | 17. Sep. 1997       | Die Straße zwischen Iznikstraße über Hugo-Cassirer-Straße liegt in der Wasserstadt Oberhavel. | Sigmund-Bergmann-Straße                                                                                      |
| Stargarder Weg (Lage)           | 0230                        | Stargard, Preußisch Stargard (mit Bezug zu Elbląg), pommersche Stadt bei Danzig, Polen                                                                            | März 2012           | Die Privatstraße liegt als breiter Fahrweg in der Wohnsiedlung Hakenfelde südöstlich zwischen Elbinger Weg und Erna-Koschwitz-Weg. | Stargarder Weg                                                                                               |
| Streitstraße (Lage)             | 1260                        | Guido Alexander von Streit (1813–1904), preußischer Generalmajor, Kommandant und Ehrenbürger von Spandau                                                          | 1878-               | Die Straße zwischen Havelschanze und Mertensstraße liegt im Verlauf des historischen Straßenzugs nach Nieder Neuendorf, südlich schließt die Neuendorfer Straße und nördlich die Niederneuendorfer Allee an. Vor der Befestigung 1878 war es ein birkenbestandener Sandweg. Das von 1938 bis 1942 nach Plänen von Hans Hertlein zum Maselakepark hin errichtete Luftfahrtgerätewerk von Siemens & Halske (LGW Hakenfelde) beherbergt heute das nach dem Lyriker Hans Carossa benannte Carossa-Quartier mit u. a. zahlreichen Ladengeschäften, ein Spielcasino, eine Arbeitsagentur sowie eine Moschee. | Streitstraße 63a–73 (LDL)                                                                                    |
| Tahitiweg (Lage)                | 0140                        | Tahiti, Insel im Südpazifik | 20. Feb. 2020       | Die Straße liegt in der Wohnsiedlung Havelmarina auf dem Gelände des ehemaligen Kraftwerks Oberhavel und verläuft vom Seychellenring bis zum Pembabogen. | Tahitiweg |
| Tannenweg (Lage)                | 0230                        | Tanne, Nadelbaum | 11. Sep. 1914       | Die Straße in der Waldsiedlung liegt zwischen Eschen- und Lindenweg. | Tannenweg, nordwärts                                                                                         |
| Tasmanienweg (Lage)             | 0190                        | Tasmanien, Insel in Australien | 20. Feb. 2020       | Die Straße liegt in der Wohnsiedlung Havelmarina auf dem Gelände des ehemaligen Kraftwerks Oberhavel und verbindet die beiden Schenkel des Pembabogens. | Tasmanienweg                                                                                                 |
| Tikehauweg (Lage)               | 0080                        | Tikehau, Atoll im Pazifik | 20. Feb. 2020       | Die Straße liegt in der Wohnsiedlung Havelmarina auf dem Gelände des ehemaligen Kraftwerks Oberhavel und zweigt vom Seychellenring ab. | |
| Tongaweg (Lage)                 | 0050                        | Tonga, Inselstaat im Südpazifik | 20. Feb. 2020       | Die Straße bildet in Fortsetzung des Papenberger Wegs die Einfahrt in die Wohnsiedlung Havelmarina auf dem Gelände des ehemaligen Kraftwerks Oberhavel. | Tongaweg |
| Trabener Weg (Lage)             | 0150                        | Traben, rheinland-pfälzische Stadt an der Mittelmosel | März 2012           | Die Privatstraße ist ein Zufahrtsweg der Wohnsiedlung Hakenfelde zwischen Niederneuendorfer Allee und Marienwerderweg. | Trabener Weg, am Zugang zur Wohnsiedlung                                                                     |
| Trinidadweg (Lage)              | 0140                        | Trinidad, Insel in der Karibik | 15. Jan. 2018       | Die Straße liegt in der Wohnsiedlung Havelmarina und verläuft vom Rustweg zum Hawaiiweg. | Trinidadweg                                                                                                  |
| Waldenburger Weg (Lage)         | 0470                        | Waldenburg (Wałbrzych), niederschlesische Großstadt bei Breslau, Polen                                                                                            | März 2012           | Der Privatweg liegt in der Wohnsiedlung Hakenfelde nördlich der Werderstraße zwischen Schönauer und Erna-Koschwitz-Weg. Der Weg ist zwar beschildert, aber verwachsen und nur ein Pfad vor den Grundstücken nördlich von der Freifläche der „Immenweide“ von 80 Metern ist als Weg kenntlich. Mit der Ummarkierung in der Siedlung ist die Trasse aufgewertet worden. | Waldenburger Weg nach Osten zum Erna-Koschwitz-Weg                                                           |
| Walldürner Weg (Lage)           | 0440                        | Walldürn, Stadt im Neckar-Odenwald-Kreis, Baden-Württemberg | 11. Okt. 1955       | Die Straße, zuerst Straße 637, liegt im Bogen zwischen Cautiusstraße und Michelstadter Weg, vor der Benennung gehörte sie zur Siedlung südlich vom Waldviertel. | Walldürner Weg                                                                                               |
| Wansdorfer Platz (Lage)         | 0110 × 60                   | Wansdorf, havelländische Nachbargemeinde von Hakenfelde | 23. Nov. 1931       | Vom Platz führen Michelstadter Straße und Schwendyweg an beiden Platzseiten nach Norden, von der Platzmitte nach Süden liegt der Wansdorfer Steig. | Wansdorfer Platz                                                                                             |
| Wansdorfer Steig (Lage)         | 0230                        | Wansdorf, havelländische Nachbargemeinde, heute Ortsteil vom Nachbarort Schönwalde-Glien                                                                          | 23. Nov. 1931       | Die Straße zwischen Hohenzollernring und Wansdorfer Platz war 1913 als Strelitzstraße auf der Trasse der Straße 55 angelegt worden. 1931 wurde sie umbenannt, da die Vollendung des Viertels mit Straßen nach Gliedstaaten des Kaiserreichs durch den Ersten Weltkrieg aufgegeben worden war. | Wansdorfer Steig, vom Wansdorfer Platz nach Süden                                                            |
| Wegscheider Straße (Lage)       | 0510                        | Wegscheid ist ein niederbayerischer Markt bei Passau. | 6. Aug. 1937        | Die Straße liegt zwischen Streitstraße und über den Schnepfenreuther Weg hinweg. In dem projektierten Wohnviertel (Bundesstaatenviertel) wurde die Straße 1912 als Württembergstraße benannt, diese Benennung wurde 1937 aufgehoben und im Verlauf die jetzige Straße angelegt. | |
| Werderstraße (Lage)             | 1050                        | August von Werder (1808–1887), preußischer General, Chef des in Spandau stationierten Garde-Festungs-Artillerie-Regiments                                         | 16. Apr. 1909       | Als Straße 13 im Industrieviertel zur Havel angelegt, verläuft sie zwischen Niederneuendorfer Allee und Goltzstraße, über diese hinaus als Sackgasse. Noch im Jahr 1943 fehlte hier jegliche Bebauung. Sie begrenzt die Wohnsiedlung Hakenfelde nach Süden und bietet die Zufahrt zum Garmischer und Mittenwalder Weg. | Werderstraße von Niederneuendorfer Allee aus gesehen                                                         |
| Wichernstraße (Lage)            | 01700                       | Johann Hinrich Wichern (1808–1881), Theologe und Gründer des Spandauer Johannesstifts                                                                             | 16. Apr. 1909       | Die Straße liegt zwischen Niederneuendorfer Allee und Pappelweg. In der Straße liegt die evangelische Wichernkirche. | Wichernstraße · Wichernstraße                                                                                |
| Wildunger Weg (Lage)            | 0240                        | Wildungen, nordhessische Kurstadt bei Kassel | März 2012           | Der Privatweg liegt in der Wohnsiedlung Hakenfelde nördlich der Werderstraße und geht östlich vom Fuldaer Weg ab und erschließt Grundstücke südlich vom Glühwürmchengrund. | Wildunger Weg                                                                                                |
| Wohnsiedlung Hakenfelde (Lage)  | 00– (verteilte Grundstücke) | Wohnsiedlung im Ortsteil | nach 1990           | Die Grundstücke 37z, südlich der Werderstraße und 778z, nördlich des Bertricher Wegs, sind unbeachtet der sonstigen Straßenzuordnung der Grundstücke als „Wohnsiedlung Hakenfelde“ amtlich gesondert aufgeführt. Sie sind aber auch Adressobjekte auf dem Gebiet dieser Siedlung, die bei der Zuordnung der Straßennamen im weiteren Gebiet übrig blieben und daher diesen Sonderstatus erhielten. Der Name der Wohnsiedlung wurde bereits bei der Statusänderung vergeben. | Neben benannten Wegen sind Einzelgrundstücke der Wohnsiedlung zugeordnet                                     |
| Wormditter Weg (Lage)           | 0070                        | Wormditt, Stadt in der Provinz Ostpreußen, seit 1945 Orneta in Polen                                                                                              | März 2012           | Der Weg liegt in der Wohnsiedlung Hakenfelde, geht südöstlich vom Marienwerder Weg ab und erschließt dortige Grundstücke. | |
| Zu den Fichtewiesen (Lage)      | 0230                        | Fichtewiesen, Flurname und hiesige Sportstätte des Arbeitersportvereins                                                                                           | 4. Dez. 1996        | Die Straße liegt zwischen Aalemannufer und Rustweg. | Zu den Fichtewiesen                                                                                          |
| Zum alten Strandbad (Lage)      | 0200                        | Strandbad, seit den späten 1990er Jahren Sitz der Wasserfreunde Spandau 04                                                                                        | 1. Feb. 2007        | Der Verkehrsweg liegt südlich von Havelschanze abgehend an der Havel. | |
| Zum Erlengrund (Lage)           | 0440                        | Erlengrund, Flurname, | 27. Jan. 1997       | Die Straße liegt zwischen Rustweg und Aalemannufer. | Zum Erlengrund                                                                                               |

## Geplante und ehemalige Straßen
Im Ortsteil existieren mehrere Siedlungsgebiete mit eigenen Bezeichnungen, die historisch gewachsen sind und später teilweise erweitert wurden. Die jüngsten Änderungen im Straßenverzeichnis entstanden in der Wohnsiedlung Hakenfelde, deren Namen von den Anwohnern gewählt, aber in Abstimmung mit dem Bezirk Spandau in die amtliche Statistik übernommen wurden.
Im Adressbuch 1943 ist für das Grundstück Nieder-Neuendorfer Allee 11a nördlich der Werderstraße eine Laubenkolonie verzeichnet. Bis zum Aalemannufer lagen der Schützenhof der Schützengilde Spandau, Baustellen und dann Waldgelände. Die Gartenarbeitsschule im Südwesten des Geländes wurde nach deren eigenen Angaben auf einem Schuttgelände geschaffen. Die  Kleingartenanlagen zwischen Niederneuendorfer Allee und Havel, sowie Rustweg (Aalemannkanal) und südlich der Werderstraße haben unterschiedlichen Status, teilweise als Siedlungsflächen, die dem Bundeskleingartengesetz unterliegen. Anzumerken ist, dass in den Plänen zur Umsetzung des Transrapid aus den 1990er Jahren eine Variante existierte, die über dieses Gelände geführt hätte.
| Historische Namen      | von           | bis           | umbenannt            | Anmerkungen einschl. Namensherkunft |
| ---------------------- | ------------- | ------------- | -------------------- | --- |
| Ahornweg               | 4. Feb. 1916  | 9. Sep. 1931  | → Aspenweg           | Ahorn ist eine Baumart, die als Nutzholz zum Einsatz kommt. Der Weg liegt in der 1914 bis 1916 errichteten Waldsiedlung, in der fast alle Straßen Namen nach Baumarten erhielten. Die Umbenennung in Aspenweg erfolgte mit der ersten Aktion zur Beseitigung mehrfach gleicher Straßennamen durch die Bildung von Groß-Berlin. |
| Am Schützengarten      | um 1864-      | um 1870-      | → Schützenstraße     | Die Straße befand sich auf dem Wege vom Biergarten des Schützenhauses in die Spandauer Neustadt. |
| An der Havel           | um 1860       | 1901          | → Parkstraße         | Die Straße führte von der Hauptstraße zum Havelufer. |
| Am Hafen               | vor 1910      | 1930-         | aufgehoben           | Die Straße führte zum Hafen an der Havel, wurde aber überbaut. |
| Bayernstraße           | 20. März 1912 | 19. Sep. 1931 | → Amorbacher Weg     | Bayern ist ein deutsches Bundesland (zum Zeitpunkt der Benennung Königreich), die für die Straße 30 namensgebend war. Hier sollte vor dem Ersten Weltkrieg ein „Bundesstaatenviertel“ mit Straßennamen nach deutschen Ländern und Landesteilen angelegt werden. Da nur wenige der vorgesehenen Straßen tatsächlich entstanden, wurden sie später wieder umbenannt. |
| Elsaßstraße            | vor 1915      | vor 1938      | aufgehoben           | Elsass gehörte vor dem Ersten Weltkrieg zum Deutschen Kaiserreich. Die danach benannte Straße gehörte zu einem projektierten Wohnviertel im südlichen Teil des heutigen Ortsteils. Die Umbenennung erfolgte zu Gunsten der Elsaßstraße in Weißensee |
| Gothastraße            | 1912          | 6. Aug. 1937  | → Grafenwalder Weg   | Benannt nach dem Herzogtum Gotha als Bundesland im Norddeutschen Bund und des Kaiserreichs. Im nördlichen Spandau zwischen Streitstraße und Schönwalder Allee war vor dem Ersten Weltkrieg neues Stadtviertel (Bundesstaatenviertel) projektiert. Die so benannten Straßen waren zumeist nur benannt und nicht angelegt wurden später umbenannt. Die als eine der wenigen angelegte Gothastraße wurde am 6. August 1937 in Grafenwalder Weg umbenannt.                                                                                              |
| Hakenfelde             | um 1880-      | 7. Nov. 1953  | → Hakenfelder Straße | Die im 19. Jahrhundert angelegte Straße erhielt um 1880 den Namen Hakenfelde nach dem Gebiet das dem Ortsteil den Namen gab. Sie verlief an der Grenze zwischen Ackerland und Forst. Zur Vermeidung von Irrtümern wurde sie 1953 in Hakenfelder Straße umbenannt. |
| Klinkestraße           | 1904-         | 11. März 1937 | → Maselakeweg        | Carl Klinke (1840–1864), preußischer Pionier, der in Schlacht bei Düppel mit einem Pulversack in das dänische Bollwerk der Schanze II ein Loch in die Palisadenwand und sich selbst in die Luft gesprengt haben soll. Auf dem Stadtplan 1907 liegt die Klinkestraße im Terrain der Grundrenten Gesellsch. Für Fabrikanlagen. |
| Lothringenstraße       | vor 1915      | nach 1934     | aufgehoben           | Lothringen gehörte vor dem Ersten Weltkrieg zum Deutschen Kaiserreich. Die danach benannte Straße war Teil eines projektierten Wohnviertels im südlichen Bereich des heutigen Ortsteils. Die Umbenennung erfolgte zu Gunsten der Elsaßstraße in Weißensee |
| Markgrafenstraße       | 1906-         | 1. Dez. 1965  | → Nachtweideweg      | In der Umgebung von König- und Kronprinzenstraße wurde die Straße nach dem Markgrafen, dem Titel für einen Grafen als königlicher Amtsträger, gewählt. Das mehrmalige Vorhandensein dieses Straßennamens in Berlin führte 1965 zur Umbenennung. |
| Nieder-Neuendorfer Weg | vor 1922      | nach 1943     | aufgehoben           | Der nach Nieder-Neuendorf führende Weg durch den Spandauer Forst ging von der Niederneuendorfer Allee ab und war 1922 unbebaut. 1943 verlief er von der Niederneuendorfer Allee über den Teufelseekanal und den (alten) Papenburger Weg zum Forst. Er bildete die Zufahrt zur Bürgerablage und die Grenze zur Gemarkung Nieder-Neuendorf. Linksseitig befanden sich die Grundstücke 1–7 (ungerade) und rechtsseitig die Nummern 2–6 (gerade) und das Johannesstift. Nach der Beschreibung verlief er also im Bogen südlich um das NSG Teufelsbruch. |
| Oldenburgstraße        | 20. März 1912 | 9. Sep. 1931  | → Michelstadter Weg  | Oldenburg ist ein historisches Territorium und Freistaat im Nordwesten Deutschlands, das für die Straße 40 namensgebend war. Hier sollte vor dem Ersten Weltkrieg ein „Bundesstaatenviertel“ mit Straßennamen nach deutschen Ländern und Landesteilen angelegt werden. Da nur wenige der vorgesehenen Straßen tatsächlich entstanden, wurden sie später meist wieder umbenannt. |
| Papenberger Weg        | 23. Nov. 1931 | 1959-         | aufgehoben           | Die nach dem Papenberge, einer nördlich von Spandau gelegenen Erhebung, benannte Straße wurde überbaut. Beim Bau des Kraftwerkes Oberhavel wurde der Name neu vergeben. |
| Reichstraße            | 20. März 1912 | 1. Mai 1965   | → Cautiusstraße      | Die Bildung des Deutschen Reichs 1871 war namensgebend für die im Gebiet Hakenfelde 1912 zusammengefassten Straße 8 und Straße 9 und förderte die Namensgebungen nach Teilstaaten im 1912 projektierten neuen Stadtviertel. Wegen Verwechslungsgefahr mit der Reichsstraße in Charlottenburg erfolgte 1965 die Umbenennung. |
| Schanzenstraße         | um 1880-      | 1971-         | aufgehoben           | Spandau war als Festung von neun Schanzen umgeben, die ursprünglich geplante Straße wurde überbaut. |
| Strelitzstraße         | 10. Apr. 1913 | 23. Nov. 1931 | → Wansdorfer Steig   | Die Straße 55 wurde nach Strelitz benannt und als Teil des „Bundesstaatenviertels“ geplant. Die Vollendung dieser Planung wurde durch den Ersten Weltkrieg unterbrochen, so erfolgte 1931 die Umbenennung (zumal Strelitz kein Bundesland mehr war). |
| Württembergstraße      | 1912-         | 6. Aug. 1937  | → Wegscheider Straße | Die nach dem Königreich Württemberg in dem vor dem Ersten Weltkrieg projektierten neuen Wohnviertel (Bundesstaatenviertel) benannte Straße blieb unvollendet und wurde dann aufgehoben bzw. umbenannt. |
| Weidenweg              | 1916-         | 1923-         | → Erlenweg           | Die Straße liegt in der Waldsiedlung Hakenfelde; Weiden bevorzugen feuchte Böden. |

## Sonstige Örtlichkeiten von Hakenfelde

### Kleingartenkolonien

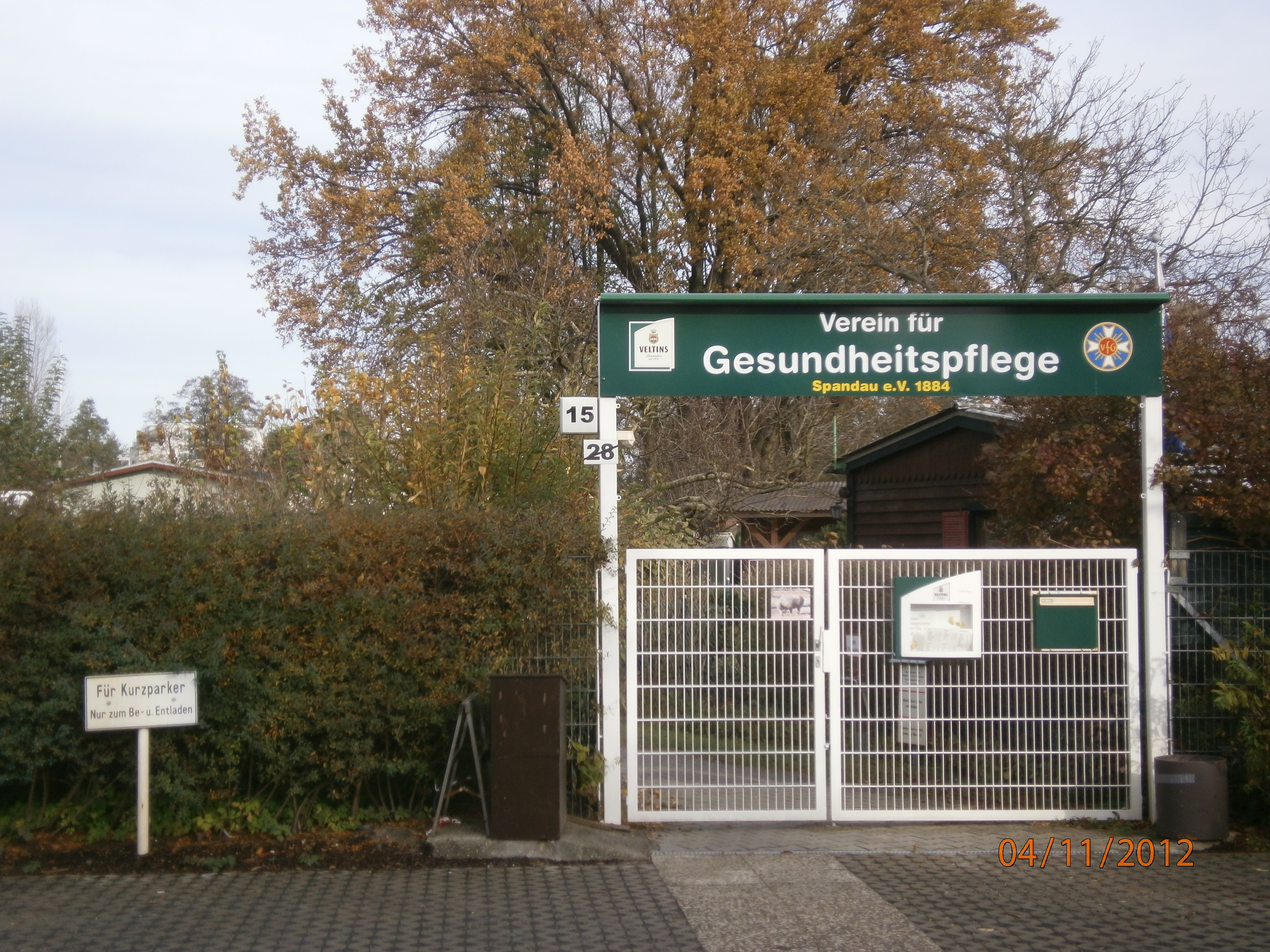
Eingang zur ,Kolonie für Gesundheitspflege’ (Neuenahrer Weg)

Im Folgenden sind Kleingartenanlagen (KGA) aufgenommen, die im Kleingartenentwicklungsplan Berlins enthalten sind. Einige KGAn wurden in Wochenendsiedlung umgewandelt, wie bei der ,Kolonie Sportanglerverein Aale’ (Lage). Diese erhielt am 6. November 1990 den Status ,Wochenendsiedlung Sportanglerverein Aale’. Diese unterliegen anderen Einschränkungen und sind ebenfalls keine Dauersiedlungen, wie bestimmte Grundstücke im Bereich der Wohnsiedlung Hakenfelde. In den 2010er Jahren waren oft für große Garten- und Siedleranlagen Adressen über angrenzende öffentliche Straßen mit interner Wegebezeichnung und Parzellennummer definiert. Solche Adressform ist nicht georefenzierbar, gemäß Bundesrecht muss Berlin sie in das bestehende Liegenschaftskataster das Programmsystem ALKIS einführen. Für eine „georeferenzierte Gebäudeadresse“ ist eine „eindeutige Adresse mit Hausnummer“ nötig. Im Ortsteil wurden in Abstimmung mit den Anliegern und Eigentümern neue Straßennamen vergeben, wobei im Planungsprozess auch geprüft wurde, ob diese neuen Straßennamen im Stadtgebiet (des Landes) Berlin eindeutig sind. Im Ortsteil betraf dies die „Wohnsiedlung Hakenfelde“.
Geschichtlich bemerkenswert sind die beiden als Exklave während der Mauerzeit existierenden KGAn Fichtewiese und Erlengrund, die am 10. August 1988 zur Wochenendsiedlung Erlengrund wurden. Diese Gärten konnten bis 1988 nur über außergewöhnliche Wege erreicht werden.

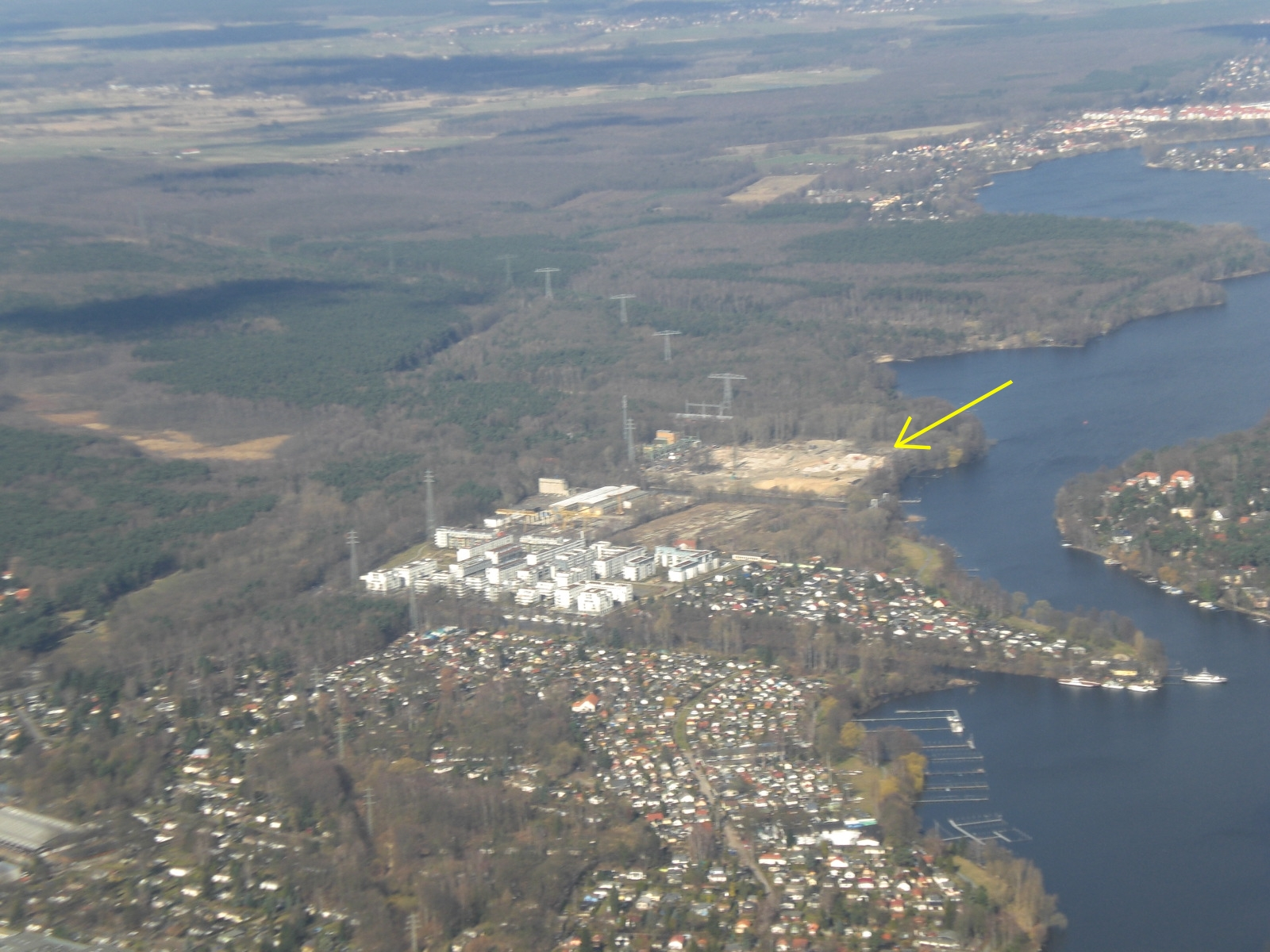
Blick auf den Bereich nördlich und südlich vom Aalemann-Kanal (2008)

Übersicht
| Name der KGA                                               | Lage | Status                 | Bemerkungen (Anzahl Parzellen, Fläche)             |
| ---------------------------------------------------------- | ---- | ---------------------- | -------------------------------------------------- |
| ‚Zu den Eichen‘ (Radelandstraße 24)                        | Lage | Dauerkleingartenanlage | 21 Parzellen auf 9.381 m² landeseigener Fläche.    |
| ‚Baumschule‘ (Niederheideweg 53)                           | Lage | KGA                    | 44 Parzellen auf 15.575 m² landeseigener Fläche.   |
| ‚Kleckersdorf‘ (Neuendorfer Straße 62)                     | Lage | Dauerkleingartenanlage | 69 Parzellen auf 21.010 m² landeseigener Fläche.   |
| ‚Radeland‘ (Radelandstraße 122) (Kleingartenpark)          | Lage | Dauerkleingartenanlage | 147 Parzellen auf 81.809 m² landeseigener Fläche.  |
| ‚Niederheideweg‘ (Niederheideweg 51)                       | Lage | Dauerkleingartenanlage | 26 Parzellen auf 8.672 m² landeseigener Fläche.    |
| ‚Niederneuendorfer Allee‘ (Niederneuendorfer Allee 55-58A) | Lage | Dauerkleingartenanlage | 13 Parzellen auf 4.900 m² privater Pachtfläche.    |
| ‚Sandwiesen‘ (Radelandstraße 150)                          | Lage | Dauerkleingartenanlage | 217 Parzellen auf 117.025 m² landeseigener Fläche. |
| ‚Waldessaum‘ (Niederheideweg 5)                            | Lage | Dauerkleingartenanlage | 86 Parzellen auf 40.980 m² landeseigener Fläche.   |
| ‚Waldfrieden‘ (Niederheideweg 25)                          | Lage | Dauerkleingartenanlage | 180 Parzellen auf 104.805 m² landeseigener Fläche. |

### Wochenendsiedlungen
Weitere im Ortsteil liegende Kolonien befinden sich an oder nahe der Havel mit dem Status einer Wochenendsiedlung, diese unterliegen nicht dem Bundeskleingartengesetz. Diese Fläche ist seit Beginn des 20. Jahrhunderts von Spandauern als Erholungsgebiet erschlossen worden.
- Nördlich vom Aalemannkanal liegt die Wochenendsiedlung ‚Sportverein Aalemann‘ (Lage)
- Südlich von Aalemannkanal zur Werderstraße von Nord nach Süd liegen
  - Wochenendsiedlung ‚Wannseeaten 1911‘ (Lage)
  - Wochenendsiedlung ‚Verein für Gesundheitspflege‘ (Lage), gegründet 1884
  - Wochenendsiedlung ‚Nordstern‘ mit dem Segelclub (Lage)
  - WES Anglerverein ‚Plötze‘ (Lage)
  - Wochenendsiedlung ‚Wassersportverein Am Rust‘ (Lage)
  - Wochenendsiedlung ‚Frühauf Oberhavel und Aalemann‘ (Lage)
  - Wochenendsiedlung ‚Sportanglerverein‘ (Lage)
  - Wochenendsiedlung ‚Anglerverein Einigkeit‘ (Lage)
  - Wochenendsiedlung ‚Am Fährweg‘ (Lage)
  - Wochenendsiedlung ‚Am Bullenweg‘ (Lage)
  - Wochenendsiedlung ‚Eiswerder‘ (Lage)
  - Wochenendsiedlung ‚Wilhelmsruh‘ (Lage)
  - Wochenendsiedlung ‚Maselake‘ (Lage)
- Wochenendsiedlung Fichtewiese um den zentralen Teich (Lage) mit etwa 40 Siedlern auf 35.800 m²
- Wochenendsiedlung Erlengrund um den Erlengrundteich (Lage) mit etwa 30 Siedlern auf 6.182 m²
- Kienhorstsiedlung (Lage) zwischen Eiskellerweg und Stadtgrenze am ehemaligen Neuenniederdorfer Kanal mit etwa 50 Siedlern auf knapp 50.000 m².

### Parks und Grünflächen

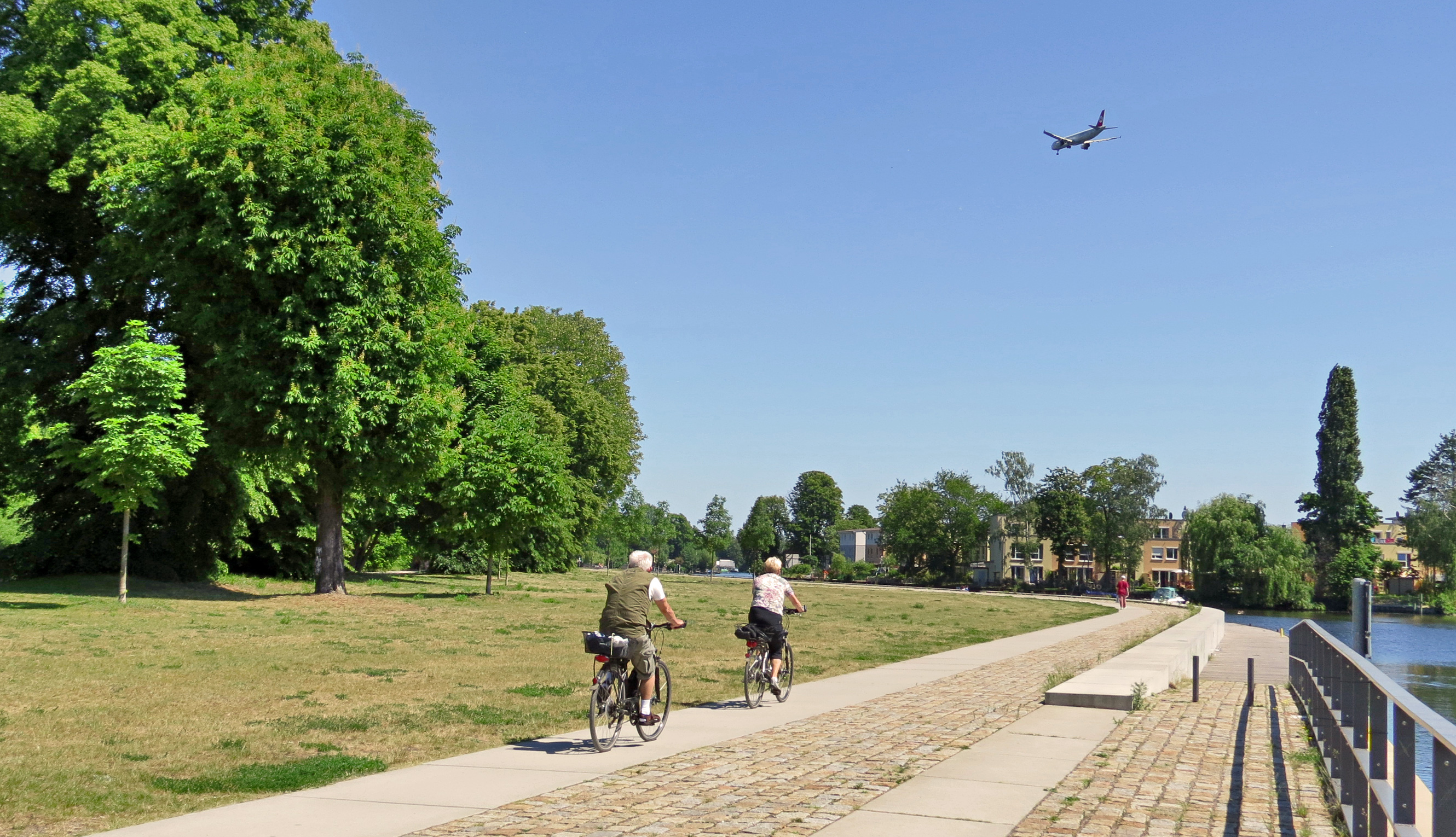
Maselakepark

Im Ortsteil befinden sich Parks und öffentliche Erholungsflächen, die zum Teil mit in der Statistik markierten Grundstücken verknüpft sind. Zwei Drittel von Hakenfelde bestehen aus dem Spandauer Forst.
- Bürgerablage (Lage), 5.585 m²
- Eiskeller (Lage), mit dem Grundstück 1Z (fortlaufend) liegt im Nordwesten des Ortsteils.
- Eiswerder (Lage), 142.274 m², Insel in der Havel zwischen Eiswerderbrücke und kleiner Eiswerderbrücke nach Haselhorst.
- Eiswerderpark (Lage), 10.762 m²
- Großer Wall (Lage), Insel der Havel mit 3.030 m²
- Havelwiesen (Lage) 21.495 m²
- Hohenzollernpark (Lage) Am Ostende des Hohenzollerrings, entlang des Nordhafens Spandau und des Maselakeparks 7.457 m²
- Hundeauslaufgebiet Stadtpark (Lage)
- Kleiner Wall (Liebesinsel) (Lage), Insel der Havel mit 2.226 m²
- Maselakepark (Lage) An der Maselake, nördlich vom Nordhafen Spandau 68.904 m²
- Mittelheide (Lage)
- Pionierinsel (Lage), Insel der Havel mit 3.544 m²
- Sportpark (Lage)